# Lista nagród i nominacji serii filmów Wizarding World
Lista nagród i nominacji serii filmów Wizarding World – zestawienie nagród i nominacji otrzymanych przez brytyjsko-amerykańską serię filmową Wizarding World, produkowaną i dystrybuowaną przez Warner Bros. Pictures. Franczyza obejmuje dwa cykle filmowe. Pierwszy, Harry Potter, ukazywał się w latach 2001–2011 i stanowi adaptację serii powieści pod tym samym tytułem autorstwa brytyjskiej pisarki J.K. Rowling. Drugi, Fantastyczne zwierzęta, ukazuje się od 2016 roku i stanowi prequel Harry’ego Pottera.
Według poniższej listy seria zdobyła łącznie 129 nagród z 548 nominacji (wyróżnienia niekonkursowe również zostały zaliczone do nominacji). Filmy otrzymały łącznie 14 nominacji do Nagród Akademii Filmowej (Oscarów), z czego jedna zamieniła się w nagrodę: dla Colleen Atwood za kostiumy w Fantastycznych zwierzętach i jak je znaleźć. W Wielkiej Brytanii filmy otrzymały w sumie 36 nominacji do Nagród Brytyjskiej Akademii Filmowej (BAFTA), w tym 10 za najlepsze efekty specjalne dla każdej części. W nagrodę zamieniło się pięć z nich, w tym cztery w kategoriach konkursowych, a jedna, specjalna, została przyznana za wkład w brytyjską kinematografię. Seria została ponadto wyróżniona czterema nagrodami Amerykańskiego Stowarzyszenia Efektów Specjalnych, Nagrodą Amerykańskiej Gildii Aktorów Ekranowych dla zespołu kaskaderów, dwoma nagrodami Amerykańskiej Gildii Kostiumografów, dwoma nagrodami Amerykańskiej Gildii Scenografów (jedną konkursową i jedną specjalną) oraz honorowym wyróżnieniem Amerykańskiego Instytutu Filmowego. W głosowaniach publiczności franczyza została nagrodzona między innymi BAFTA dla filmu roku, Europejską Nagrodą Filmową, czterema MTV Movie Awards, jedną Nickelodeon Kids’ Choice Award, sześcioma People’s Choice Awards i jedenastoma Teen Choice Awards.
Lista zawiera informacje o nazwach plebiscytów, nagrodzonych filmach, latach, w których odbywały się ceremonie, kategoriach, osobach nominowanych oraz wynikach.

## Lista
| Plebiscyt                                                                        | Film                                           | Rok  | Kategoria                                                                              | Nominowani | Rezultat  | Źr.             |
| -------------------------------------------------------------------------------- | ---------------------------------------------- | ---- | -------------------------------------------------------------------------------------- | --- | --------- | --------------- |
| AARP Movies for Grownups Awards                                                  | Harry Potter i Komnata Tajemnic                | 2003 | Najlepszy film dla dorosłych, którzy nie chcą dorosnąć                                 | | Nominacja | [ 1 ]           |
| AARP Movies for Grownups Awards                                                  | Fantastyczne zwierzęta i jak je znaleźć        | 2017 | Najlepszy scenariusz                                                                   | J.K. Rowling | Nominacja | [ 2 ]           |
| Alliance of Women Film Journalists                                               | Harry Potter i Insygnia Śmierci: Część II      | 2012 | Najlepszy aktor drugoplanowy                                                           | Alan Rickman | Nominacja | [ 3 ]           |
| ASCAP Film and Television Music Awards                                           | Harry Potter i Czara Ognia                     | 2006 | Nagroda za wysokodochodowy film                                                        | Patrick Doyle | Wygrana   | [ 4 ]           |
| ASCAP Film and Television Music Awards                                           | Harry Potter i Zakon Feniksa                   | 2008 | Nagroda za wysokodochodowy film                                                        | Nicholas Hooper | Wygrana   | [ 5 ]           |
| ASCAP Film and Television Music Awards                                           | Harry Potter i Książę Półkrwi                  | 2010 | Nagroda za wysokodochodowy film                                                        | Nicholas Hooper | Wygrana   | [ 6 ]           |
| ASCAP World Soundtrack Awards                                                    | Harry Potter i Czara Ognia                     | 2006 | Najlepsza oryginalna piosenka                                                          | Jarvis Cocker, Patrick Doyle, Jonny Greenwood, Philip Selway, Jason Buckle (za „Magic Works”) | Nominacja | [ 7 ]           |
| Association of Motion Picture Sound Awards                                       | Fantastyczne zwierzęta i jak je znaleźć        | 2017 | Dźwięk w filmie                                                                        | Andy Nelson, Ian Tapp, Niv Adiri, Simon Hayes, Glenn Freemantle | Nominacja | [ 8 ]           |
| Amanda                                                                           | Harry Potter i Kamień Filozoficzny             | 2002 | Najlepszy film obcojęzyczny                                                            | | Nominacja | [ 9 ]           |
| Amanda                                                                           | Harry Potter i Komnata Tajemnic                | 2003 | Najlepszy film obcojęzyczny                                                            | | Nominacja | [ 10 ]          |
| Amanda                                                                           | Harry Potter i więzień Azkabanu                | 2004 | Najlepszy film obcojęzyczny                                                            | | Nominacja | [ 11 ]          |
| BMI Awards                                                                       | Harry Potter i Kamień Filozoficzny             | 2002 | Muzyka filmowa                                                                         | John Williams | Wygrana   | [ 12 ]          |
| BMI Awards                                                                       | Harry Potter i Komnata Tajemnic                | 2003 | Muzyka filmowa                                                                         | John Williams | Wygrana   | [ 13 ]          |
| BMI Awards                                                                       | Harry Potter i więzień Azkabanu                | 2005 | Muzyka filmowa                                                                         | John Williams | Wygrana   | [ 14 ]          |
| BMI Awards                                                                       | Harry Potter i Insygnia Śmierci: Część II      | 2012 | Muzyka filmowa                                                                         | Alexandre Desplat | Wygrana   | [ 15 ]          |
| Britannia Awards                                                                 | Harry Potter (seria)                           | 2011 | Nagroda specjalna za reżyserię                                                         | David Yates (za części 5–8) | Wygrana   | [ 16 ]          |
| Critics’ Choice Movie Awards (dawniej Broadcast Film Critics Association Awards) | Harry Potter i Kamień Filozoficzny             | 2002 | Najlepszy aktorski film familijny                                                      | | Wygrana   | [ 17 ]          |
| Critics’ Choice Movie Awards (dawniej Broadcast Film Critics Association Awards) | Harry Potter i Kamień Filozoficzny             | 2002 | Najlepszy występ dziecięcy                                                             | Daniel Radcliffe | Nominacja | [ 17 ]          |
| Critics’ Choice Movie Awards (dawniej Broadcast Film Critics Association Awards) | Harry Potter i Kamień Filozoficzny             | 2002 | Najlepszy kompozytor                                                                   | John Williams | Nominacja | [ 17 ]          |
| Critics’ Choice Movie Awards (dawniej Broadcast Film Critics Association Awards) | Harry Potter i Komnata Tajemnic                | 2003 | Najlepszy aktorski film familijny                                                      | | Wygrana   | [ 18 ]          |
| Critics’ Choice Movie Awards (dawniej Broadcast Film Critics Association Awards) | Harry Potter i Komnata Tajemnic                | 2003 | Najlepszy kompozytor                                                                   | John Williams | Wygrana   | [ 18 ]          |
| Critics’ Choice Movie Awards (dawniej Broadcast Film Critics Association Awards) | Harry Potter i Komnata Tajemnic                | 2003 | Najlepszy występ cyfrowy                                                               | Toby Jones | Nominacja | [ 19 ]          |
| Critics’ Choice Movie Awards (dawniej Broadcast Film Critics Association Awards) | Harry Potter i więzień Azkabanu                | 2005 | Najlepszy aktorski film familijny                                                      | | Nominacja | [ 20 ]          |
| Critics’ Choice Movie Awards (dawniej Broadcast Film Critics Association Awards) | Harry Potter i więzień Azkabanu                | 2005 | Najlepszy młody aktor lub aktorka                                                      | Daniel Radcliffe | Nominacja | [ 20 ]          |
| Critics’ Choice Movie Awards (dawniej Broadcast Film Critics Association Awards) | Harry Potter i więzień Azkabanu                | 2005 | Najlepsza młoda aktorka                                                                | Emma Watson | Nominacja | [ 20 ]          |
| Critics’ Choice Movie Awards (dawniej Broadcast Film Critics Association Awards) | Harry Potter i Czara Ognia                     | 2006 | Najlepszy aktorski film familijny                                                      | | Nominacja | [ 21 ]          |
| Critics’ Choice Movie Awards (dawniej Broadcast Film Critics Association Awards) | Harry Potter i Czara Ognia                     | 2006 | Najlepszy młody aktor lub aktorka                                                      | Daniel Radcliffe | Nominacja | [ 21 ]          |
| Critics’ Choice Movie Awards (dawniej Broadcast Film Critics Association Awards) | Harry Potter i Czara Ognia                     | 2006 | Najlepsza młoda aktorka                                                                | Emma Watson | Nominacja | [ 21 ]          |
| Critics’ Choice Movie Awards (dawniej Broadcast Film Critics Association Awards) | Harry Potter i Zakon Feniksa                   | 2008 | Najlepszy film familijny                                                               | | Nominacja | [ 22 ]          |
| Critics’ Choice Movie Awards (dawniej Broadcast Film Critics Association Awards) | Harry Potter i Insygnia Śmierci: Część I       | 2011 | Najlepsze efekty specjalne                                                             | Tim Burke, John Richardson, Christian Manz, Nicolas Aithadi | Nominacja | [ 23 ]          |
| Critics’ Choice Movie Awards (dawniej Broadcast Film Critics Association Awards) | Harry Potter i Insygnia Śmierci: Część I       | 2011 | Najlepsza charakteryzacja                                                              | Mark Coulier, Paula Eden, Katy Fray, Paul Spateri, Lisa Tomblin | Nominacja | [ 23 ]          |
| Critics’ Choice Movie Awards (dawniej Broadcast Film Critics Association Awards) | Harry Potter i Insygnia Śmierci: Część II      | 2012 | Najlepsza scenografia                                                                  | Stuart Craig, Stephenie McMillan | Nominacja | [ 24 ]          |
| Critics’ Choice Movie Awards (dawniej Broadcast Film Critics Association Awards) | Harry Potter i Insygnia Śmierci: Część II      | 2012 | Najlepsza charakteryzacja                                                              | Nick Dudman, Amanda Knight | Wygrana   | [ 24 ]          |
| Critics’ Choice Movie Awards (dawniej Broadcast Film Critics Association Awards) | Harry Potter i Insygnia Śmierci: Część II      | 2012 | Najlepsze efekty specjalne                                                             | | Nominacja | [ 24 ]          |
| Critics’ Choice Movie Awards (dawniej Broadcast Film Critics Association Awards) | Harry Potter i Insygnia Śmierci: Część II      | 2012 | Najlepszy dźwięk                                                                       | | Wygrana   | [ 24 ]          |
| Critics’ Choice Movie Awards (dawniej Broadcast Film Critics Association Awards) | Harry Potter (seria)                           | 2013 | Ulubiona franczyza filmowa                                                             | | Nominacja | [ 25 ]          |
| Critics’ Choice Movie Awards (dawniej Broadcast Film Critics Association Awards) | Fantastyczne zwierzęta i jak je znaleźć        | 2017 | Najlepsza scenografia                                                                  | Stuart Craig, James Hambidge, Anna Pinnock | Nominacja | [ 26 ]          |
| Critics’ Choice Movie Awards (dawniej Broadcast Film Critics Association Awards) | Fantastyczne zwierzęta i jak je znaleźć        | 2017 | Najlepsze kostiumy                                                                     | Colleen Atwood | Nominacja | [ 26 ]          |
| Critics’ Choice Movie Awards (dawniej Broadcast Film Critics Association Awards) | Fantastyczne zwierzęta i jak je znaleźć        | 2017 | Najlepsza charakteryzacja                                                              | | Nominacja | [ 26 ]          |
| Critics’ Choice Movie Awards (dawniej Broadcast Film Critics Association Awards) | Fantastyczne zwierzęta i jak je znaleźć        | 2017 | Najlepsze efekty specjalne                                                             | | Nominacja | [ 26 ]          |
| Empire Awards                                                                    | Harry Potter i Kamień Filozoficzny             | 2002 | Najlepszy film                                                                         | | Nominacja | [ 27 ]          |
| Empire Awards                                                                    | Harry Potter i Kamień Filozoficzny             | 2002 | Najlepszy debiut                                                                       | Daniel Radcliffe, Rupert Grint, Emma Watson | Nominacja | [ 27 ]          |
| Empire Awards                                                                    | Harry Potter i Czara Ognia                     | 2006 | Najlepszy film brytyjski                                                               | | Nominacja | [ 28 ]          |
| Empire Awards                                                                    | Harry Potter i Czara Ognia                     | 2006 | Najlepszy film science fiction lub fantasy                                             | | Nominacja | [ 29 ]          |
| Empire Awards                                                                    | Harry Potter (seria)                           | 2006 | Nagroda specjalna za wkład w brytyjską kinematografię                                  | | Wygrana   | [ 30 ]          |
| Empire Awards                                                                    | Harry Potter i Zakon Feniksa                   | 2008 | Najlepszy film                                                                         | | Nominacja | [ 31 ]          |
| Empire Awards                                                                    | Harry Potter i Zakon Feniksa                   | 2008 | Najlepszy film science fiction lub fantasy                                             | | Nominacja | [ 31 ]          |
| Empire Awards                                                                    | Harry Potter i Zakon Feniksa                   | 2008 | Najlepszy reżyser                                                                      | David Yates | Wygrana   | [ 31 ]          |
| Empire Awards                                                                    | Harry Potter i Zakon Feniksa                   | 2008 | Najlepszy aktor                                                                        | Daniel Radcliffe | Nominacja | [ 31 ]          |
| Empire Awards                                                                    | Harry Potter i Zakon Feniksa                   | 2008 | Najlepsza aktorka                                                                      | Emma Watson | Nominacja | [ 31 ]          |
| Empire Awards                                                                    | Harry Potter i Zakon Feniksa                   | 2008 | Najlepsza ścieżka dźwiękowa                                                            | | Nominacja | [ 31 ]          |
| Empire Awards                                                                    | Harry Potter i Insygnia Śmierci: Część I       | 2011 | Najlepszy film science fiction lub fantasy                                             | | Wygrana   | [ 32 ]          |
| Empire Awards                                                                    | Harry Potter i Insygnia Śmierci: Część I       | 2011 | Najlepsza aktorka                                                                      | Emma Watson | Nominacja | [ 33 ]          |
| Empire Awards                                                                    | Harry Potter i Insygnia Śmierci: Część II      | 2012 | Najlepszy film                                                                         | | Wygrana   | [ 34 ]          |
| Empire Awards                                                                    | Harry Potter i Insygnia Śmierci: Część II      | 2012 | Najlepszy reżyser                                                                      | David Yates | Wygrana   | [ 34 ]          |
| Empire Awards                                                                    | Harry Potter i Insygnia Śmierci: Część II      | 2012 | Najlepszy aktor                                                                        | Daniel Radcliffe | Nominacja | [ 34 ]          |
| Empire Awards                                                                    | Harry Potter i Insygnia Śmierci: Część II      | 2012 | Sztuka 3D                                                                              | | Nominacja | [ 34 ]          |
| Empire Awards                                                                    | Harry Potter i Insygnia Śmierci: Część II      | 2012 | Najlepsza debiutantka                                                                  | Bonnie Wright | Nominacja | [ 34 ]          |
| Empire Awards                                                                    | Fantastyczne zwierzęta i jak je znaleźć        | 2017 | Najlepszy film brytyjski                                                               | | Nominacja | [ 35 ]          |
| Empire Awards                                                                    | Fantastyczne zwierzęta i jak je znaleźć        | 2017 | Najlepszy aktor                                                                        | Eddie Redmayne | Wygrana   | [ 35 ]          |
| Empire Awards                                                                    | Fantastyczne zwierzęta i jak je znaleźć        | 2017 | Najlepsze kostiumy                                                                     | | Wygrana   | [ 35 ]          |
| Empire Awards                                                                    | Fantastyczne zwierzęta i jak je znaleźć        | 2017 | Najlepsza charakteryzacja i stylizacja fryzur                                          | | Wygrana   | [ 35 ]          |
| Empire Awards                                                                    | Fantastyczne zwierzęta i jak je znaleźć        | 2017 | Najlepsza scenografia                                                                  | | Wygrana   | [ 35 ]          |
| Empire Awards                                                                    | Fantastyczne zwierzęta i jak je znaleźć        | 2017 | Najlepsze efekty specjalne                                                             | | Nominacja | [ 35 ]          |
| Evening Standard British Film Awards                                             | Harry Potter i Kamień Filozoficzny             | 2002 | Nagroda za osiągnięcia techniczne                                                      | Stuart Craig | Wygrana   | [ 36 ]          |
| Evening Standard British Film Awards                                             | Harry Potter i Insygnia Śmierci: Część II      | 2012 | Blockbuster roku (nagroda publiczności)                                                | | Nominacja | [ 37 ]          |
| Evening Standard British Film Awards                                             | Fantastyczne zwierzęta i jak je znaleźć        | 2016 | Nagroda montażystów                                                                    | | Wygrana   | [ 38 ]          |
| Europejskie Nagrody Filmowe                                                      | Harry Potter i Zakon Feniksa                   | 2008 | Nagroda publiczności                                                                   | | Wygrana   | [ 39 ]          |
| Europejskie Nagrody Filmowe                                                      | Fantastyczne zwierzęta i jak je znaleźć        | 2017 | Nagroda publiczności                                                                   | | Nominacja | [ 40 ]          |
| Europejskie Nagrody Filmowe                                                      | Fantastyczne zwierzęta: Zbrodnie Grindelwalda  | 2019 | Nagroda publiczności                                                                   | | Nominacja | [ 41 ]          |
| Golden Trailer Awards                                                            | Harry Potter i Kamień Filozoficzny             | 2002 | Najlepszy zwiastun filmu animowanego lub familijnego                                   | The Ant Farm, Imaginary Forces | Nominacja | [ 42 ]          |
| Golden Trailer Awards                                                            | Harry Potter i Komnata Tajemnic                | 2003 | Najlepszy zwiastun filmu animowanego lub familijnego                                   | The Ant Farm | Nominacja | [ 43 ]          |
| Golden Trailer Awards                                                            | Harry Potter i więzień Azkabanu                | 2004 | Najlepszy zwiastun filmu animowanego lub familijnego                                   | Mojo | Wygrana   | [ 44 ]          |
| Golden Trailer Awards                                                            | Harry Potter i więzień Azkabanu                | 2004 | Zwiastun przeboju lata 2004                                                            | Mojo | Nominacja | [ 44 ]          |
| Golden Trailer Awards                                                            | Harry Potter i więzień Azkabanu                | 2004 | Zwiastun przeboju lata 2004                                                            | Ant Farm | Nominacja | [ 44 ]          |
| Golden Trailer Awards                                                            | Harry Potter i więzień Azkabanu                | 2004 | Najlepsze widowisko                                                                    | Mojo | Nominacja | [ 44 ]          |
| Golden Trailer Awards                                                            | Harry Potter i więzień Azkabanu                | 2005 | Najlepsza muzyka                                                                       | Mojo (za „Dark”) | Nominacja | [ 45 ]          |
| Golden Trailer Awards                                                            | Harry Potter i Czara Ognia                     | 2006 | Najlepszy zwiastun filmu animowanego lub familijnego                                   | The Ant Farm | Wygrana   | [ 46 ]          |
| Golden Trailer Awards                                                            | Harry Potter i Zakon Feniksa                   | 2007 | Zwiastun przeboju lata 2007                                                            | | Wygrana   | [ 47 ]          |
| Golden Trailer Awards                                                            | Harry Potter i Zakon Feniksa                   | 2008 | Najlepszy zwiastun telewizyjny filmu animowanego lub familijnego                       | The Ant Farm | Wygrana   | [ 48 ]          |
| Golden Trailer Awards                                                            | Harry Potter i Książę Półkrwi                  | 2009 | Najlepsze widowisko                                                                    | The Ant Farm | Nominacja | [ 49 ]          |
| Golden Trailer Awards                                                            | Harry Potter i Książę Półkrwi                  | 2009 | Zwiastun przeboju lata 2009                                                            | The Ant Farm | Nominacja | [ 49 ]          |
| Golden Trailer Awards                                                            | Harry Potter i Książę Półkrwi                  | 2009 | Najlepszy plakat przeboju lata 2009                                                    | Crew Creative (za „Glasses Teaser”) | Nominacja | [ 49 ]          |
| Golden Trailer Awards                                                            | Harry Potter i Książę Półkrwi                  | 2009 | Najlepsze plakaty w wolnych miejscach                                                  | Crew Creative | Wygrana   | [ 49 ]          |
| Golden Trailer Awards                                                            | Harry Potter i Insygnia Śmierci: Część I       | 2010 | Najlepsza grafika w zwiastunie telewizyjnym                                            | Mojo | Wygrana   | [ 50 ]          |
| Golden Trailer Awards                                                            | Harry Potter i Insygnia Śmierci: Część II      | 2011 | Najlepszy zwiastun telewizyjny filmu akcji                                             | Aspect Ratio | Nominacja | [ 51 ]          |
| Golden Trailer Awards                                                            | Harry Potter i Insygnia Śmierci: Część II      | 2011 | Najlepsza grafika w zwiastunie telewizyjnym                                            | Mojo LLC | Nominacja | [ 51 ]          |
| Golden Trailer Awards                                                            | Harry Potter i Insygnia Śmierci: Część II      | 2011 | Najlepszy plakat filmu akcji                                                           | Works Adv | Nominacja | [ 51 ]          |
| Golden Trailer Awards                                                            | Fantastyczne zwierzęta i jak je znaleźć        | 2017 | Najlepszy zwiastun filmu fantasy lub przygodowego                                      | Warner Bros., Mob Scene | Nominacja | [ 52 ]          |
| Golden Trailer Awards                                                            | Fantastyczne zwierzęta i jak je znaleźć        | 2017 | Najlepszy billboard                                                                    | Warner Bros., Concept Arts | Wygrana   | [ 52 ]          |
| Golden Trailer Awards                                                            | Fantastyczne zwierzęta i jak je znaleźć        | 2017 | Najlepsze plakaty w wolnych miejscach                                                  | Warner Bros., Works Adv | Nominacja | [ 52 ]          |
| Golden Trailer Awards                                                            | Fantastyczne zwierzęta: Zbrodnie Grindelwalda  | 2018 | Najlepszy zwiastun filmu fantasy lub przygodowego                                      | Warner Bros., JAX (za „Expelliarmus”) | Nominacja | [ 53 ]          |
| Golden Trailer Awards                                                            | Fantastyczne zwierzęta: Zbrodnie Grindelwalda  | 2019 | Najlepszy zwiastun filmu fantasy lub przygodowego                                      | Warner Bros., JAX | Nominacja | [ 54 ]          |
| Golden Trailer Awards                                                            | Fantastyczne zwierzęta: Zbrodnie Grindelwalda  | 2019 | Najlepsze wydanie domowe filmu fantasy lub przygodowego                                | Warner Bros., Seismic Productions (za „Target Wall”) | Wygrana   | [ 54 ]          |
| Golden Trailer Awards                                                            | Fantastyczne zwierzęta: Zbrodnie Grindelwalda  | 2019 | Najlepszy plakat filmu fantasy lub przygodowego                                        | Warner Bros., Works Adv | Nominacja | [ 54 ]          |
| Grammy                                                                           | Harry Potter i Kamień Filozoficzny             | 2003 | Najlepsza kompozycja instrumentalna                                                    | John Williams (za „Hedwig’s Theme”) | Nominacja | [ 55 ]          |
| Grammy                                                                           | Harry Potter i Kamień Filozoficzny             | 2003 | Najlepsza ścieżka dźwiękowa filmu, programu telewizyjnego lub innego medium wizualnego | John Williams | Nominacja | [ 55 ]          |
| Grammy                                                                           | Harry Potter i Komnata Tajemnic                | 2004 | Najlepsza ścieżka dźwiękowa filmu, programu telewizyjnego lub innego medium wizualnego | John Williams | Nominacja | [ 55 ]          |
| Grammy                                                                           | Harry Potter i więzień Azkabanu                | 2005 | Najlepsza ścieżka dźwiękowa filmu, programu telewizyjnego lub innego medium wizualnego | John Williams | Nominacja | [ 55 ]          |
| Grammy                                                                           | Harry Potter i Książę Półkrwi                  | 2010 | Najlepsza ścieżka dźwiękowa filmu, programu telewizyjnego lub innego medium wizualnego | Nicholas Hooper | Nominacja | [ 56 ]          |
| Grammy                                                                           | Harry Potter i Insygnia Śmierci: Część II      | 2012 | Najlepsza ścieżka dźwiękowa filmu, programu telewizyjnego lub innego medium wizualnego | Alexandre Desplat | Nominacja | [ 57 ]          |
| Hollywood Film Awards                                                            | Harry Potter i więzień Azkabanu                | 2004 | Nagroda dla scenografa                                                                 | Stuart Craig | Nominacja | [ 58 ]          |
| Hollywood Film Awards                                                            | Harry Potter i Insygnia Śmierci: Część II      | 2012 | Nagroda za film                                                                        | | Wygrana   | [ 59 ]          |
| Hollywood Music In Media Awards                                                  | Fantastyczne zwierzęta: Tajemnice Dumbledore’a | 2022 | Ścieżka dźwiękowa w filmie fantasy                                                     | James Newton Howard | Nominacja | [ 60 ]          |
| Hollywood Post Alliance Awards                                                   | Harry Potter i Insygnia Śmierci: Część I       | 2011 | Najlepsze komponowanie w filmie pełnometrażowym                                        | Christian Kaestner, Kyle McCulloch, Russell Horth, Conrad Olson / Framestone | Nominacja | [ 61 ]          |
| Hugo                                                                             | Harry Potter i Kamień Filozoficzny             | 2002 | Najlepsza prezentacja dramatyczna                                                      | | Nominacja | [ 62 ]          |
| Hugo                                                                             | Harry Potter i Komnata Tajemnic                | 2003 | Najlepsza prezentacja dramatyczna                                                      | | Nominacja | [ 63 ]          |
| Hugo                                                                             | Harry Potter i więzień Azkabanu                | 2005 | Najlepsza prezentacja dramatyczna                                                      | | Nominacja | [ 64 ]          |
| Hugo                                                                             | Harry Potter i Czara Ognia                     | 2006 | Najlepsza prezentacja dramatyczna                                                      | | Nominacja | [ 65 ]          |
| Hugo                                                                             | Harry Potter i Zakon Feniksa                   | 2008 | Najlepsza prezentacja dramatyczna                                                      | | Nominacja | [ 66 ]          |
| Hugo                                                                             | Harry Potter i Insygnia Śmierci: Część I       | 2011 | Najlepsza prezentacja dramatyczna                                                      | | Nominacja | [ 67 ]          |
| Hugo                                                                             | Harry Potter i Insygnia Śmierci: Część II      | 2012 | Najlepsza prezentacja dramatyczna                                                      | | Nominacja | [ 68 ]          |
| Irish Film & Television Awards                                                   | Harry Potter i Ksiażę Półkrwi                  | 2010 | Najlepszy aktor drugoplanowy                                                           | Michael Gambon | Nominacja | [ 69 ]          |
| Irish Film & Television Awards                                                   | Fantastyczne zwierzęta i jak je znaleźć        | 2017 | Najlepszy aktor drugoplanowy                                                           | Colin Farrell | Nominacja | [ 70 ]          |
| Jupiter Awards                                                                   | Harry Potter i Insygnia Śmierci: Część II      | 2012 | Najlepszy film zagraniczny                                                             | | Wygrana   | [ 71 ]          |
| MTV Movie Awards                                                                 | Harry Potter i Kamień Filozoficzny             | 2002 | Przełomowa rola męska                                                                  | Daniel Radcliffe | Nominacja | [ 72 ]          |
| MTV Movie Awards                                                                 | Harry Potter i Komnata Tajemnic                | 2003 | Najlepsza postać wirtualna                                                             | Zgredek | Nominacja | [ 73 ]          |
| MTV Movie Awards                                                                 | Harry Potter i Czara Ognia                     | 2006 | Najlepszy ekranowy zespół                                                              | Daniel Rafcliffe, Rupert Grint, Emma Watson | Nominacja | [ 74 ]          |
| MTV Movie Awards                                                                 | Harry Potter i Czara Ognia                     | 2006 | Najlepszy czarny charakter                                                             | Ralph Fiennes | Nominacja | [ 74 ]          |
| MTV Movie Awards                                                                 | Harry Potter i Czara Ognia                     | 2006 | Najlepszy bohater                                                                      | Daniel Radcliffe | Nominacja | [ 74 ]          |
| MTV Movie Awards                                                                 | Harry Potter i Zakon Feniksa                   | 2007 | Najlepszy film wakacyjny, którego jeszcze nie widzieliście                             | | Nominacja | [ 74 ]          |
| MTV Movie Awards                                                                 | Harry Potter i Zakon Feniksa                   | 2008 | Najlepszy pocałunek                                                                    | Daniel Radcliffe, Katie Leung | Nominacja | [ 74 ]          |
| MTV Movie Awards                                                                 | Harry Potter i Książę Półkrwi                  | 2010 | Najlepszy film                                                                         | | Nominacja | [ 74 ]          |
| MTV Movie Awards                                                                 | Harry Potter i Książę Półkrwi                  | 2010 | Najlepszy występ męski                                                                 | Daniel Radcliffe | Nominacja | [ 74 ]          |
| MTV Movie Awards                                                                 | Harry Potter i Książę Półkrwi                  | 2010 | Najlepszy występ kobiecy                                                               | Emma Watson | Nominacja | [ 74 ]          |
| MTV Movie Awards                                                                 | Harry Potter i Książę Półkrwi                  | 2010 | Najlepszy czarny charakter                                                             | Tom Felton | Wygrana   | [ 74 ]          |
| MTV Movie Awards                                                                 | Harry Potter i Insygnia Śmierci: Część I       | 2011 | Najlepszy film                                                                         | | Nominacja | [ 74 ]          |
| MTV Movie Awards                                                                 | Harry Potter i Insygnia Śmierci: Część I       | 2011 | Najlepszy występ męski                                                                 | Daniel Radcliffe | Nominacja | [ 74 ]          |
| MTV Movie Awards                                                                 | Harry Potter i Insygnia Śmierci: Część I       | 2011 | Najlepszy występ kobiecy                                                               | Emma Watson | Nominacja | [ 74 ]          |
| MTV Movie Awards                                                                 | Harry Potter i Insygnia Śmierci: Część I       | 2011 | Najlepszy czarny charakter                                                             | Tom Felton | Wygrana   | [ 74 ]          |
| MTV Movie Awards                                                                 | Harry Potter i Insygnia Śmierci: Część I       | 2011 | Najlepszy pocałunek                                                                    | Daniel Rafcliffe, Emma Watson | Nominacja | [ 74 ]          |
| MTV Movie Awards                                                                 | Harry Potter i Insygnia Śmierci: Część I       | 2011 | Najlepsza walka                                                                        | Daniel Radcliffe, Emma Watson, Rupert Grint, Rod Hunt, Arden Bajraktaraj | Nominacja | [ 74 ]          |
| MTV Movie Awards                                                                 | Harry Potter i Insygnia Śmierci: Część II      | 2012 | Najlepszy film                                                                         | | Nominacja | [ 74 ]          |
| MTV Movie Awards                                                                 | Harry Potter i Insygnia Śmierci: Część II      | 2012 | Najlepszy występ męski                                                                 | Daniel Radcliffe | Nominacja | [ 74 ]          |
| MTV Movie Awards                                                                 | Harry Potter i Insygnia Śmierci: Część II      | 2012 | Najlepszy występ kobiecy                                                               | Emma Watson | Nominacja | [ 74 ]          |
| MTV Movie Awards                                                                 | Harry Potter i Insygnia Śmierci: Część II      | 2012 | Najlepszy pocałunek                                                                    | Emma Watson, Rupert Grint | Nominacja | [ 74 ]          |
| MTV Movie Awards                                                                 | Harry Potter i Insygnia Śmierci: Część II      | 2012 | Najlepsza walka                                                                        | Daniel Radcliffe, Ralph Fiennes | Nominacja | [ 74 ]          |
| MTV Movie Awards                                                                 | Harry Potter i Insygnia Śmierci: Część II      | 2012 | Najlepsza obsada                                                                       | Daniel Radcliffe, Rupert Grint, Emma Watson, Tom Felton | Wygrana   | [ 74 ]          |
| MTV Movie Awards                                                                 | Harry Potter i Insygnia Śmierci: Część II      | 2012 | Najlepszy bohater                                                                      | Daniel Radcliffe | Wygrana   | [ 74 ]          |
| MTV Russia Movie Awards                                                          | Harry Potter i Zakon Feniksa                   | 2008 | Najlepszy film zagraniczny                                                             | | Nominacja | [ 75 ]          |
| Nagrody Akademii Filmowej (Oscary)                                               | Harry Potter i Kamień Filozoficzny             | 2002 | Najlepsza scenografia                                                                  | Stuart Craig, Stephenie McMillan | Nominacja | [ 76 ]          |
| Nagrody Akademii Filmowej (Oscary)                                               | Harry Potter i Kamień Filozoficzny             | 2002 | Najlepsze kostiumy                                                                     | Judianna Makovsky | Nominacja | [ 76 ]          |
| Nagrody Akademii Filmowej (Oscary)                                               | Harry Potter i Kamień Filozoficzny             | 2002 | Najlepsza muzyka filmowa                                                               | John Williams | Nominacja | [ 76 ]          |
| Nagrody Akademii Filmowej (Oscary)                                               | Harry Potter i więzień Azkabanu                | 2005 | Najlepsza muzyka filmowa                                                               | John Williams | Nominacja | [ 77 ]          |
| Nagrody Akademii Filmowej (Oscary)                                               | Harry Potter i więzień Azkabanu                | 2005 | Najlepsze efekty specjalne                                                             | Tim Burke, Roger Guyett, Bill George, John Richardson | Nominacja | [ 77 ]          |
| Nagrody Akademii Filmowej (Oscary)                                               | Harry Potter i Czara Ognia                     | 2006 | Najlepsza scenografia                                                                  | Stuart Craig, Stephenie McMillan | Nominacja | [ 78 ]          |
| Nagrody Akademii Filmowej (Oscary)                                               | Harry Potter i Książę Półkrwi                  | 2010 | Najlepsze zdjęcia                                                                      | Bruno Delbonnel | Nominacja | [ 79 ]          |
| Nagrody Akademii Filmowej (Oscary)                                               | Harry Potter i Insygnia Śmierci: Część I       | 2011 | Najlepsza scenografia                                                                  | Stuart Craig, Stephenie McMillan | Nominacja | [ 80 ]          |
| Nagrody Akademii Filmowej (Oscary)                                               | Harry Potter i Insygnia Śmierci: Część I       | 2011 | Najlepsze efekty specjalne                                                             | Tim Burke, John Richardson, Christian Manz, Nicolas Aithadi | Nominacja | [ 80 ]          |
| Nagrody Akademii Filmowej (Oscary)                                               | Harry Potter i Insygnia Śmierci: Część II      | 2012 | Najlepsza scenografia                                                                  | Stuart Craig, Stephenie McMillan | Nominacja | [ 81 ]          |
| Nagrody Akademii Filmowej (Oscary)                                               | Harry Potter i Insygnia Śmierci: Część II      | 2012 | Najlepsze efekty specjalne                                                             | Tim Burke, David Vickery, Greg Butler, John Richardson | Nominacja | [ 81 ]          |
| Nagrody Akademii Filmowej (Oscary)                                               | Harry Potter i Insygnia Śmierci: Część II      | 2012 | Najlepsza charakteryzacja                                                              | Nick Dudman, Amanda Knight, Lisa Tomblin | Nominacja | [ 81 ]          |
| Nagrody Akademii Filmowej (Oscary)                                               | Fantastyczne zwierzęta i jak je znaleźć        | 2017 | Najlepsza scenografia                                                                  | Stuart Craig, Anna Pinnock | Nominacja | [ 82 ]          |
| Nagrody Akademii Filmowej (Oscary)                                               | Fantastyczne zwierzęta i jak je znaleźć        | 2017 | Najlepsze kostiumy                                                                     | Colleen Atwood | Wygrana   | [ 82 ]          |
| Nagrody Amerykańskiego Instytutu Filmowego                                       | Harry Potter i Kamień Filozoficzny             | 2002 | Efekty specjalne roku                                                                  | Robert Legato, Nick Davis, Roger Guyett | Nominacja | [ 83 ]          |
| Nagrody Amerykańskiego Instytutu Filmowego                                       | Harry Potter (seria)                           | 2012 | Nagroda specjalna                                                                      | | Wygrana   | [ 84 ]          |
| Nagrody Amerykańskiego Samorządu Zawodowego Reżyserów Castingu                   | Harry Potter i Kamień Filozoficzny             | 2002 | Casting do filmu komediowego                                                           | Janet Hirshenson, Jane Jenkins | Wygrana   | [ 85 ]          |
| Nagrody Amerykańskiego Samorządu Zawodowego Reżyserów Castingu                   | Fantastyczne zwierzęta i jak je znaleźć        | 2017 | Casting do wysokobudżetowego filmu dramatycznego                                       | Fiona Weir, Jim Carnahan | Nominacja | [ 86 ]          |
| Nagrody Amerykańskiego Samorządu Zawodowego Reżyserów Castingu                   | Fantastyczne zwierzęta: Zbrodnie Grindelwalda  | 2019 | Nagroda za oddanie ducha epoki                                                         | Fiona Weir | Nominacja | [ 87 ]          |
| Nagrody Amerykańskiego Stowarzyszenia Efektów Specjalnych                        | Harry Potter i Komnata Tajemnic                | 2003 | Najlepsza animacja postaci w filmie aktorskim                                          | David Andrews, Steve Rawlins, Frank Gravatt, Douglas Smythe (za twarz Zgredka) | Nominacja | [ 88 ]          |
| Nagrody Amerykańskiego Stowarzyszenia Efektów Specjalnych                        | Harry Potter i Komnata Tajemnic                | 2003 | Najlepsze komponowanie w filmie                                                        | Dorne Huebler, Barbara Brennan, Jay Cooper, Kimberly Lashbrook (za mecz quidditcha) | Nominacja | [ 88 ]          |
| Nagrody Amerykańskiego Stowarzyszenia Efektów Specjalnych                        | Harry Potter i więzień Azkabanu                | 2005 | Najlepsze efekty specjalne w filmie wypełnionym efektami specjalnymi                   | Roger Guyett, Tim Burke, Theresa Corrao, Emma Norton | Wygrana   | [ 89 ]          |
| Nagrody Amerykańskiego Stowarzyszenia Efektów Specjalnych                        | Harry Potter i więzień Azkabanu                | 2005 | Najlepszy pojedynczy efekt specjalny roku                                              | Bill George, David Andrews, Sandra Scott, Dorne Huebler (za scenę dementora w pociągu) | Nominacja | [ 89 ]          |
| Nagrody Amerykańskiego Stowarzyszenia Efektów Specjalnych                        | Harry Potter i więzień Azkabanu                | 2005 | Najlepsza animacja postaci w filmie aktorskim                                          | Michael Eames, David Lomax, Felix Balbas, Pablo Grillo (za Hardodzioba) | Wygrana   | [ 89 ]          |
| Nagrody Amerykańskiego Stowarzyszenia Efektów Specjalnych                        | Harry Potter i więzień Azkabanu                | 2005 | Najlepsze modele i miniatury w filmie                                                  | Jose Granell, Nigel Stone | Nominacja | [ 89 ]          |
| Nagrody Amerykańskiego Stowarzyszenia Efektów Specjalnych                        | Harry Potter i więzień Azkabanu                | 2005 | Najlepsze komponowanie w filmie                                                        | Dorne Huebler, Jay Cooper, Patrick Brennan, Anthony Shafer (za atak dementorów) | Nominacja | [ 89 ]          |
| Nagrody Amerykańskiego Stowarzyszenia Efektów Specjalnych                        | Harry Potter i Czara Ognia                     | 2006 | Najlepsze efekty specjalne w filmie wypełnionym efektami specjalnymi                   | Jim Mitchell, Theresa Corrao, Tim Alexander, Tim Webber | Nominacja | [ 90 ]          |
| Nagrody Amerykańskiego Stowarzyszenia Efektów Specjalnych                        | Harry Potter i Czara Ognia                     | 2006 | Najlepiej wykreowane środowisko w filmie                                               | Andy Kind, Ivan Moran, Rob Allman, Justin Martin (za Jezioro Hogwartu) | Nominacja | [ 90 ]          |
| Nagrody Amerykańskiego Stowarzyszenia Efektów Specjalnych                        | Harry Potter i Czara Ognia                     | 2006 | Najlepsza animacja postaci w filmie aktorskim                                          | Steve Rawlins, Eric Wong, Robert Weaver, Steve Nichols (za smoka) | Nominacja | [ 90 ]          |
| Nagrody Amerykańskiego Stowarzyszenia Efektów Specjalnych                        | Harry Potter i Czara Ognia                     | 2006 | Najlepsze modele i miniatury w filmie                                                  | Jose Granell, Nigel Stone (za Hogwart) | Nominacja | [ 90 ]          |
| Nagrody Amerykańskiego Stowarzyszenia Efektów Specjalnych                        | Harry Potter i Czara Ognia                     | 2006 | Najlepsze komponowanie w filmie                                                        | Ben Shepherd, Uel Horman, Charley Henley, Nicolas Aithadi (za nos Voldemorta) | Nominacja | [ 90 ]          |
| Nagrody Amerykańskiego Stowarzyszenia Efektów Specjalnych                        | Harry Potter i Zakon Feniksa                   | 2008 | Najlepsze efekty specjalne w filmie                                                    | John Richardson, Stephen Hamilton, Richard Farns, Stephen Hutchinson | Wygrana   | [ 91 ]          |
| Nagrody Amerykańskiego Stowarzyszenia Efektów Specjalnych                        | Harry Potter i Zakon Feniksa                   | 2008 | Najlepiej wykreowane środowisko w filmie                                               | David Vickery, Philippe LePrince, Trina Roy, Jolene McCaffrey (za Salę Przepowiedni) | Nominacja | [ 91 ]          |
| Nagrody Amerykańskiego Stowarzyszenia Efektów Specjalnych                        | Harry Potter i Zakon Feniksa                   | 2008 | Najlepsze modele i miniatury w filmie                                                  | Jose Granell, Nigel Stone (za Hogwart) | Nominacja | [ 91 ]          |
| Nagrody Amerykańskiego Stowarzyszenia Efektów Specjalnych                        | Harry Potter i Zakon Feniksa                   | 2008 | Najlepsze komponowanie w filmie                                                        | Jolene McCaffrey, Jelena Stojanovic, Victor Wade, Adam Pashke (za Salę Przepowiedni i ujęcia komputerowe) | Nominacja | [ 91 ]          |
| Nagrody Amerykańskiego Stowarzyszenia Efektów Specjalnych                        | Harry Potter i Książę Półkrwi                  | 2010 | Najlepsze obrazy matowe w filmie                                                       | Tania Richard, David Bassalla, Emily Cobb | Nominacja | [ 92 ]          |
| Nagrody Amerykańskiego Stowarzyszenia Efektów Specjalnych                        | Harry Potter i Insygnia Śmierci: Część I       | 2011 | Najlepsze efekty specjalne w filmie wypełnionym efektami specjalnymi                   | Tim Burke, Emma Norton, John Richardson | Nominacja | [ 93 ]          |
| Nagrody Amerykańskiego Stowarzyszenia Efektów Specjalnych                        | Harry Potter i Insygnia Śmierci: Część I       | 2011 | Najlepsza postać animowana w filmie aktorskim                                          | Mathieu Vig, Ben Lambert, Laurie Brugger, Marine Poirson (za Zgredka) | Wygrana   | [ 93 ]          |
| Nagrody Amerykańskiego Stowarzyszenia Efektów Specjalnych                        | Harry Potter i Insygnia Śmierci: Część I       | 2011 | Najlepsza postać animowana w filmie aktorskim                                          | Laurent Laban, Will Brand, Matthieu Goutte, Jason Baker (za Stworka) | Nominacja | [ 93 ]          |
| Nagrody Amerykańskiego Stowarzyszenia Efektów Specjalnych                        | Harry Potter i Insygnia Śmierci: Część II      | 2012 | Najlepsze efekty specjalne w filmie wypełnionym efektami specjalnymi                   | Tim Burke, Emma Norton, John Richardson, David Vickery | Nominacja | [ 94 ]          |
| Nagrody Amerykańskiego Stowarzyszenia Efektów Specjalnych                        | Harry Potter i Insygnia Śmierci: Część II      | 2012 | Najlepsze komponowanie w filmie                                                        | Michele Benigna, Martin Ciastko, Thomas Dyg, Andy Robinson | Nominacja | [ 94 ]          |
| Nagrody Amerykańskiego Stowarzyszenia Efektów Specjalnych                        | Harry Potter i Insygnia Śmierci: Część II      | 2012 | Najlepsza postać animowana w filmie aktorskim                                          | Yasunobu Arahori, Tom Bracht, Gavin Harrison, Chris Lentz (za smoka w Banku Gringotta) | Nominacja | [ 94 ]          |
| Nagrody Amerykańskiego Stowarzyszenia Efektów Specjalnych                        | Harry Potter i Insygnia Śmierci: Część II      | 2012 | Najlepsze modele w filmie                                                              | Steven Godfrey, Pietro Ponti, Tania Marie Richard, Andy Warren (za Hogwart) | Nominacja | [ 94 ]          |
| Nagrody Amerykańskiego Stowarzyszenia Efektów Specjalnych                        | Harry Potter i Insygnia Śmierci: Część II      | 2012 | Najlepiej wykreowane środowisko w filmie aktorskim                                     | Keziah Bailey, Stephen Ellis, Clement Gerard, Pietro Ponti (za Hogwart) | Nominacja | [ 94 ]          |
| Nagrody Amerykańskiego Stowarzyszenia Efektów Specjalnych                        | Fantastyczne zwierzęta i jak je znaleźć        | 2017 | Najlepsze efekty specjalne w filmie fotorealnym                                        | Christian Manz, Olly Young, Tim Burke, Pablo Grillo, David Watkins | Nominacja | [ 95 ]          |
| Nagrody Amerykańskiego Stowarzyszenia Efektów Specjalnych                        | Fantastyczne zwierzęta i jak je znaleźć        | 2017 | Najlepszy występ animowany w filmie fotorealnym                                        | Laurent Laban, Andras Ormos, Luc Girard, Romain Rico (za Niuchacza) | Nominacja | [ 95 ]          |
| Nagrody Amerykańskiego Stowarzyszenia Efektów Specjalnych                        | Fantastyczne zwierzęta i jak je znaleźć        | 2017 | Najlepszy występ animowany w odcinku lub projekcie w czasie rzeczywistym               | John Montefusco, Michael Cable, Shayne Ryan, Andy Rowan-Robinson (za Garboroga) | Nominacja | [ 95 ]          |
| Nagrody Amerykańskiego Stowarzyszenia Efektów Specjalnych                        | Fantastyczne zwierzęta i jak je znaleźć        | 2017 | Najlepsze efekty specjalne w projekcie w czasie rzeczywistym                           | Karen Czukerberg, John Montefusco, Corrina Wilson, Resh Sidhu (za wirtualną rzeczywistość) | Nominacja | [ 95 ]          |
| Nagrody Amerykańskiego Stowarzyszenia Efektów Specjalnych                        | Fantastyczne zwierzęta: Zbrodnie Grindelwalda  | 2019 | Najlepsze symulacje efektów w filmie fotorealnym                                       | Dominik Kirouac, Chloé Ostiguy, Christian Gaumond | Nominacja | [ 96 ]          |
| Nagrody Amerykańskiego Stowarzyszenia Montażystów                                | Harry Potter i Kamień Filozoficzny             | 2002 | Najlepszy montaż filmu dramatycznego                                                   | Richard Francis-Bruce | Nominacja | [ 97 ]          |
| Nagrody Amerykańskiej Gildii Aktorów Ekranowych                                  | Harry Potter i Insygnia Śmierci: Część II      | 2012 | Najlepszy zespół kaskaderski                                                           | | Wygrana   | [ 98 ]          |
| Nagrody Amerykańskiej Gildii Charakteryzatorów i Stylistów Fryzur                | Harry Potter i Komnata Tajemnic                | 2017 | Najlepsze specjalne efekty charakteryzatorskie w filmie pełnometrażowym                | Amanda Knight, Jane Royle, Clare LeVesconte (za charakteryzację Kennetha Branagha) | Nominacja | [ 99 ]          |
| Nagrody Amerykańskiej Gildii Charakteryzatorów i Stylistów Fryzur                | Fantastyczne zwierzęta i jak je znaleźć        | 2017 | Najlepsza historyczna charakteryzacja postaci w filmie pełnometrażowym                 | Fae Hammond, Marilyn MacDonald | Nominacja | [ 100 ]         |
| Nagrody Amerykańskiej Gildii Charakteryzatorów i Stylistów Fryzur                | Fantastyczne zwierzęta i jak je znaleźć        | 2017 | Najlepsza historyczna stylizacja fryzur postaci w filmie pełnometrażowym               | Fae Hammond, Marilyn MacDonald | Nominacja | [ 100 ]         |
| Nagrody Amerykańskiej Gildii Charakteryzatorów i Stylistów Fryzur                | Fantastyczne zwierzęta i jak je znaleźć        | 2017 | Najlepsze efekty specjalne w charakteryzacji w filmie pełnometrażowym                  | Fae Hammond | Nominacja | [ 100 ]         |
| Nagrody Amerykańskiej Gildii Kostiumografów                                      | Harry Potter i Kamień Filozoficzny             | 2002 | Najlepsze kostiumy w filmie kostiumowym lub fantasy                                    | Judianna Makovsky | Wygrana   | [ 101 ]         |
| Nagrody Amerykańskiej Gildii Kostiumografów                                      | Harry Potter i Zakon Feniksa                   | 2008 | Najlepsze kostiumy w filmie fantasy                                                    | Jany Temime | Nominacja | [ 102 ]         |
| Nagrody Amerykańskiej Gildii Kostiumografów                                      | Harry Potter i Insygnia Śmierci: Część II      | 2012 | Najlepsze kostiumy w filmie fantasy                                                    | Jany Temime | Wygrana   | [ 103 ]         |
| Nagrody Amerykańskiej Gildii Kostiumografów                                      | Fantastyczne zwierzęta i jak je znaleźć        | 2017 | Najlepsze kostiumy w filmie fantasy                                                    | Colleen Atwood | Nominacja | [ 104 ]         |
| Nagrody Amerykańskiej Gildii Producentów Filmowych                               | Harry Potter i Kamień Filozoficzny             | 2002 | Producent filmu kinowego                                                               | David Heyman | Nominacja | [ 105 ]         |
| Nagrody Amerykańskiej Gildii Publicystów                                         | Harry Potter i Kamień Filozoficzny             | 2002 | Nagroda Maxwella Weinberga                                                             | Warner Bros. | Wygrana   | [ 106 ]         |
| Nagrody Amerykańskiej Gildii Publicystów                                         | Fantastyczne zwierzęta i jak je znaleźć        | 2017 | Nagroda Maxwella Weinberga                                                             | Warner Bros. | Nominacja | [ 107 ]         |
| Nagrody Amerykańskiej Gildii Scenografów                                         | Harry Potter i Kamień Filozoficzny             | 2002 | Najlepsza scenografia w filmie kostiumowym                                             | Stuart Craig, John King, Neil Lamont, Andrew Ackland-Snow, Peter Francis, Michael Lamont, Simon Lamont, Steve Lawrence, Lucinda Thomson, Stephen Morahan, Dominic Masters, Gary Tomkins | Nominacja | [ 108 ]         |
| Nagrody Amerykańskiej Gildii Scenografów                                         | Harry Potter i Zakon Feniksa                   | 2008 | Najlepsza scenografia w filmie fantasy                                                 | Stuart Craig, Neil Lamont, Andrew Ackland-Snow, Mark Bartholomew, Alastair Bullock, Tino Schaedler, Gary Tomkins, Alexandra Walker, Martin Foley, Stephen Swain | Nominacja | [ 109 ]         |
| Nagrody Amerykańskiej Gildii Scenografów                                         | Harry Potter i Książę Półkrwi                  | 2010 | Najlepsza scenografia w filmie fantasy                                                 | Stuart Craig, Neil Lamont, Andrew Ackland-Snow, Alastair Bullock, Sloane U’Ren, Gary Tomkins, Hattie Storey, Tino Schaedler, Martin Foley, Molly Hughes, Stephen Swain, Ashley Winter, Andrew Williamson, Adam Brockbank, Rob Bliss, Peter McKinstry, Alex Smith, Denise Ball, Emma Vane, Miraphora Mina, Eduardo Lima, Marcus Williams, Matt Walker, Stephenie McMillan | Nominacja | [ 110 ]         |
| Nagrody Amerykańskiej Gildii Scenografów                                         | Harry Potter i Insygnia Śmierci: Część I       | 2011 | Najlepsza scenografia w filmie fantasy                                                 | Stuart Craig, Neil Lamont, Andrew Ackland-Snow, Mark Bartholomew, Alastair Bullock, Gary Tomkins, Hattie Storey, Nicholas Henderson, Martin Foley, Molly Hughes, Christian Huband, Kate Grimble, Oliver Roberts, Stephen Swain, Peter Dorme, Ashley Winter, Alex Smith, Amanda Dazely, Andrew Palmer, Emma Vane, Julia Dehoff, Adam Brockbank, Andrew Williamson, Peter McKinstry, Paul Catling, Miraphora Mina, Eduardo Lima, Marcus Williams, Matt Walker, Stephenie McMillan | Nominacja | [ 111 ]         |
| Nagrody Amerykańskiej Gildii Scenografów                                         | Harry Potter i Insygnia Śmierci: Część II      | 2012 | Najlepsza scenografia w filmie fantasy                                                 | Stuart Craig, Neil Lamont, Andrew Ackland-Snow, Kate Grimble, Alastair Bullock, Gary Tomkins, Sloane U’Ren, Hattie Storey, Tino Schaedler, Martin Foley, Molly Hughes, Nicholas Henderson, Oliver Roberts, Christian Huband, Stephen Swain, Mark Bartholomew, Peter Dorme, Ashley Winter, Emma Vane, Denise Ball, Alex Smith, Andrew Palmer, Julia Dehoff, Ashley Lamont, Amanda Dazely, Elizabeth Loach, Ketan Waikar, Ed Symon, Andrew Proctor, Matthew Kerly, Jordana Finkel, Molly Sole, Lottie Sveaas, Jane Clark, James Cornish, Stephen Forrest-Smith, Martin Asbury, Eduardo Lima, Miraphora Mina, Andrew Williamson, Rob Bliss, Adam Brockbank, Paul Catling, Peter McKinstry, Thomas Ball, Nicholas Saunders, Lauren Wakefield, Steve Hedinger, Clive Ingleton, Francis Martin, Marcus Williams, Matt Walker, Jack Candy-Kemp, Stephenie McMillan | Wygrana   | [ 112 ]         |
| Nagrody Amerykańskiej Gildii Scenografów                                         | Harry Potter (seria)                           | 2012 | Nagroda specjalna za wkład w kinową obrazowość                                         | David Heyman, David Barron, David Yates, Chris Columbus, Mike Newell, J.K. Rowling, Steve Kloves, Michael Goldenberg, Stuart Craig, Neil Lamont, Stephenie McMillan | Wygrana   | [ 112 ]         |
| Nagrody Amerykańskiej Gildii Scenografów                                         | Fantastyczne zwierzęta i jak je znaleźć        | 2017 | Najlepsza scenografia w filmie fantasy                                                 | Stuart Craig, James Hambidge, David Allday, Leslie Tomkins, Guy Bradley, Toby Britton, Peter Dorme, Gavin Fitch, Martin Foley, Kate Grimble, Christian Huband, Hayley Easton Street, Jake Hall, Charlotte Malynn, Suzanna Smith, John King, Dorrie Young, Emma Goodwin, Pippa Needs, James M. Spencer, Rob Bliss, Paul Catling, Peter Popken, Dermot Power, Thomas Wingrove, Giles Asbury, Jim Cornish, Eduardo Lima, Miraphora Mina, Charis Theobald, Philip Clark, David Packard, Marcus Williams, Anna Pinnock | Nominacja | [ 113 ]         |
| Nagrody Amerykańskiej Gildii Scenografów                                         | Fantastyczne zwierzęta: Zbrodnie Grindelwalda  | 2019 | Najlepsza scenografia w filmie fantasy                                                 | Stuart Craig, Martin Foley, Christian Huband, Leslie Tomkins, John King, Lydia Fry, Kate Grimble, Samuel Leake, Helen Xenopoulos, Huw Arthur, Hayley Easton Street, Jake Hall, Charlotte Malynn, Pippa Needs, Alex Smith, James M. Spencer, Hattie Storey, Charles Szczech, Dorrie Young, Elicia Scales, Tim Dutton, Corrine Silver, Stephanie Clerkin, Hannah Wiessler Leas, Jasmine Lean, Katy Schurr, Jelle Rebry, Dermot Power, Rob Bliss, Paul Catling, Kim Frederiksen, Eva Kuntz, Peter Popken, Molly Sole, Giles Asbury, Eduardo Lima, Miraphora Mina, Lauren Wakefield, Anna Pinnock, Beth Kendrick, Cade Featherstone, Suzanne Austin | Nominacja | [ 114 ]         |
| Nagrody Brytyjskiej Akademii Filmowej (BAFTA)                                    | Harry Potter i Kamień Filozoficzny             | 2002 | Najlepszy film brytyjski                                                               | David Heyman, Chris Columbus | Nominacja | [ 115 ]         |
| Nagrody Brytyjskiej Akademii Filmowej (BAFTA)                                    | Harry Potter i Kamień Filozoficzny             | 2002 | Najlepszy aktor drugoplanowy                                                           | Robbie Coltrane | Nominacja | [ 115 ]         |
| Nagrody Brytyjskiej Akademii Filmowej (BAFTA)                                    | Harry Potter i Kamień Filozoficzny             | 2002 | Najlepsze kostiumy                                                                     | Judianna Makovsky | Nominacja | [ 115 ]         |
| Nagrody Brytyjskiej Akademii Filmowej (BAFTA)                                    | Harry Potter i Kamień Filozoficzny             | 2002 | Najlepsza scenografia                                                                  | Stuart Craig | Nominacja | [ 115 ]         |
| Nagrody Brytyjskiej Akademii Filmowej (BAFTA)                                    | Harry Potter i Kamień Filozoficzny             | 2002 | Najlepsza charakteryzacja i fryzury                                                    | Nick Dudman, Eithne Fennel, Amanda Knight | Nominacja | [ 115 ]         |
| Nagrody Brytyjskiej Akademii Filmowej (BAFTA)                                    | Harry Potter i Kamień Filozoficzny             | 2002 | Najlepszy dźwięk                                                                       | John Midgley, Eddy Joseph, Ray Merrin, Graham Daniel, Adam Daniel | Nominacja | [ 115 ]         |
| Nagrody Brytyjskiej Akademii Filmowej (BAFTA)                                    | Harry Potter i Kamień Filozoficzny             | 2002 | Najlepsze efekty specjalne                                                             | Robert Legato, Nick Davis, John Richardson, Roger Guyett, Jim Berney | Nominacja | [ 115 ]         |
| Nagrody Brytyjskiej Akademii Filmowej (BAFTA)                                    | Harry Potter i Komnata Tajemnic                | 2003 | Najlepsza scenografia                                                                  | Stuart Craig | Nominacja | [ 116 ]         |
| Nagrody Brytyjskiej Akademii Filmowej (BAFTA)                                    | Harry Potter i Komnata Tajemnic                | 2003 | Najlepszy dźwięk                                                                       | Randy Thom, Dennis Leonard, John Midgley, Ray Merrin, Graham Daniel, Rick Kline | Nominacja | [ 116 ]         |
| Nagrody Brytyjskiej Akademii Filmowej (BAFTA)                                    | Harry Potter i Komnata Tajemnic                | 2003 | Najlepsze efekty specjalne                                                             | Jim Mitchell, Nick Davis, John Richardson, Bill George, Nick Dudman | Nominacja | [ 116 ]         |
| Nagrody Brytyjskiej Akademii Filmowej (BAFTA)                                    | Harry Potter i więzień Azkabanu                | 2005 | Najlepszy film brytyjski                                                               | David Heyman, Chris Columbus, Mark Radcliffe, Alfonso Cuarón | Nominacja | [ 117 ]         |
| Nagrody Brytyjskiej Akademii Filmowej (BAFTA)                                    | Harry Potter i więzień Azkabanu                | 2005 | Najlepsza scenografia                                                                  | Stuart Craig | Nominacja | [ 117 ]         |
| Nagrody Brytyjskiej Akademii Filmowej (BAFTA)                                    | Harry Potter i więzień Azkabanu                | 2005 | Najlepsza charakteryzacja i fryzury                                                    | Amanda Knight, Eithne Fennel, Nick Dudman | Nominacja | [ 117 ]         |
| Nagrody Brytyjskiej Akademii Filmowej (BAFTA)                                    | Harry Potter i więzień Azkabanu                | 2005 | Najlepsze efekty specjalne                                                             | Tim Burke, Roger Guyett, Bill George, John Richardson | Nominacja | [ 117 ]         |
| Nagrody Brytyjskiej Akademii Filmowej (BAFTA)                                    | Harry Potter i więzień Azkabanu                | 2005 | Film roku Orange (nagroda publiczności)                                                | | Wygrana   | [ 117 ]         |
| Nagrody Brytyjskiej Akademii Filmowej (BAFTA)                                    | Harry Potter i Czara Ognia                     | 2006 | Najlepsza scenografia                                                                  | Stuart Craig | Wygrana   | [ 118 ]         |
| Nagrody Brytyjskiej Akademii Filmowej (BAFTA)                                    | Harry Potter i Czara Ognia                     | 2006 | Najlepsza charakteryzacja i fryzury                                                    | Nick Dudman, Amanda Knight, Eithné Fennell | Nominacja | [ 118 ]         |
| Nagrody Brytyjskiej Akademii Filmowej (BAFTA)                                    | Harry Potter i Czara Ognia                     | 2006 | Najlepsze efekty specjalne                                                             | Jim Mitchell, John Richardson, Tim Webber, Tim Alexander | Nominacja | [ 118 ]         |
| Nagrody Brytyjskiej Akademii Filmowej (BAFTA)                                    | Harry Potter i Zakon Feniksa                   | 2008 | Najlepsza scenografia                                                                  | Stuart Craig, Stephenie McMillan | Nominacja | [ 119 ]         |
| Nagrody Brytyjskiej Akademii Filmowej (BAFTA)                                    | Harry Potter i Zakon Feniksa                   | 2008 | Najlepsze efekty specjalne                                                             | Tim Burke, John Richardson, Emma Norton, Chris Shaw | Nominacja | [ 119 ]         |
| Nagrody Brytyjskiej Akademii Filmowej (BAFTA)                                    | Harry Potter i Książę Półkrwi                  | 2010 | Najlepsza scenografia                                                                  | Stuart Craig, Stephenie McMillan | Nominacja | [ 120 ]         |
| Nagrody Brytyjskiej Akademii Filmowej (BAFTA)                                    | Harry Potter i Książę Półkrwi                  | 2010 | Najlepsze efekty specjalne                                                             | John Richardson, Tim Burke, Tim Alexander, Nicolas Aithadi | Nominacja | [ 120 ]         |
| Nagrody Brytyjskiej Akademii Filmowej (BAFTA)                                    | Harry Potter i Insygnia Śmierci: Część I       | 2011 | Najlepsza charakteryzacja i fryzury                                                    | Amanda Knight, Lisa Tomblin, Nick Dudman | Nominacja | [ 121 ]         |
| Nagrody Brytyjskiej Akademii Filmowej (BAFTA)                                    | Harry Potter i Insygnia Śmierci: Część I       | 2011 | Najlepsze efekty specjalne                                                             | Tim Burke, John Richardson, Nicolas Aithadi, Christian Manz | Nominacja | [ 121 ]         |
| Nagrody Brytyjskiej Akademii Filmowej (BAFTA)                                    | Harry Potter (seria)                           | 2011 | Nagroda specjalna za wkład w brytyjską kinematografię                                  | | Wygrana   | [ 121 ]         |
| Nagrody Brytyjskiej Akademii Filmowej (BAFTA)                                    | Harry Potter i Insygnia Śmierci: Część II      | 2012 | Najlepsza scenografia                                                                  | Stuart Craig, Stephenie McMillan | Nominacja | [ 122 ]         |
| Nagrody Brytyjskiej Akademii Filmowej (BAFTA)                                    | Harry Potter i Insygnia Śmierci: Część II      | 2012 | Najlepsza charakteryzacja i fryzury                                                    | Nick Dudman, Amanda Knight, Lisa Tomblin | Nominacja | [ 122 ]         |
| Nagrody Brytyjskiej Akademii Filmowej (BAFTA)                                    | Harry Potter i Insygnia Śmierci: Część II      | 2012 | Najlepsze efekty specjalne                                                             | Tim Burke, Greg Butler, John Richardson, David Vickery | Wygrana   | [ 122 ]         |
| Nagrody Brytyjskiej Akademii Filmowej (BAFTA)                                    | Harry Potter i Insygnia Śmierci: Część II      | 2012 | Najlepszy dźwięk                                                                       | Mike Dowson, Stuart Hilliker, James Mather, Adam Scrivener, Stuart Wilson | Nominacja | [ 122 ]         |
| Nagrody Brytyjskiej Akademii Filmowej (BAFTA)                                    | Fantastyczne zwierzęta i jak je znaleźć        | 2017 | Najlepszy film brytyjski                                                               | David Yates, J.K. Rowling, David Heyman, Steve Kloves, Lionel Wigram | Nominacja | [ 123 ]         |
| Nagrody Brytyjskiej Akademii Filmowej (BAFTA)                                    | Fantastyczne zwierzęta i jak je znaleźć        | 2017 | Najlepsza scenografia                                                                  | Stuart Craig, Anna Pinnock | Wygrana   | [ 123 ]         |
| Nagrody Brytyjskiej Akademii Filmowej (BAFTA)                                    | Fantastyczne zwierzęta i jak je znaleźć        | 2017 | Najlepsze kostiumy                                                                     | Colleen Atwood | Nominacja | [ 123 ]         |
| Nagrody Brytyjskiej Akademii Filmowej (BAFTA)                                    | Fantastyczne zwierzęta i jak je znaleźć        | 2017 | Najlepsze efekty specjalne                                                             | Tim Burke, Pablo Grillo, Christian Manz, David Watkins | Nominacja | [ 123 ]         |
| Nagrody Brytyjskiej Akademii Filmowej (BAFTA)                                    | Fantastyczne zwierzęta i jak je znaleźć        | 2017 | Najlepszy dźwięk                                                                       | Niv Adiri, Glenn Freemantle, Simon Hayes, Andy Nelson, Ian Tapp | Nominacja | [ 123 ]         |
| Nagrody Brytyjskiej Akademii Filmowej (BAFTA)                                    | Fantastyczne zwierzęta: Zbrodnie Grindelwalda  | 2019 | Najlepsza scenografia                                                                  | Stuart Craig, Anna Pinnock | Nominacja | [ 124 ]         |
| Nagrody Brytyjskiej Akademii Filmowej (BAFTA)                                    | Fantastyczne zwierzęta: Zbrodnie Grindelwalda  | 2019 | Najlepsze efekty specjalne                                                             | Tim Burke, Andy Kind, Christian Manz, David Watkins | Nominacja | [ 124 ]         |
| Nagrody Brytyjskiego Stowarzyszenia Operatorów Zdjęć                             | Harry Potter i Czara Ognia                     | 2005 | Najlepsze zdjęcia w filmie pełnometrażowym                                             | Roger Pratt | Nominacja | [ 125 ]         |
| Nagrody Brytyjskiego Stowarzyszenia Operatorów Zdjęć                             | Harry Potter i Książę Półkrwi                  | 2009 | Najlepsze zdjęcia w filmie pełnometrażowym                                             | Bruno Delbonnel | Nominacja | [ 125 ]         |
| Nagrody Dziecięce Brytyjskiej Akademii Filmowej (BAFTA)                          | Harry Potter i Kamień Filozoficzny             | 2002 | Najlepszy film pełnometrażowy                                                          | David Heyman, Chris Columbus, Steve Kloves | Nominacja | [ 126 ]         |
| Nagrody Dziecięce Brytyjskiej Akademii Filmowej (BAFTA)                          | Harry Potter i Komnata Tajemnic                | 2003 | Najlepszy film pełnometrażowy                                                          | David Heyman, Chris Columbus, Steve Kloves | Nominacja | [ 127 ]         |
| Nagrody Dziecięce Brytyjskiej Akademii Filmowej (BAFTA)                          | Harry Potter i Komnata Tajemnic                | 2003 | Nagroda w głosowaniu dzieci                                                            | | Wygrana   | [ 127 ]         |
| Nagrody Dziecięce Brytyjskiej Akademii Filmowej (BAFTA)                          | Harry Potter i więzień Azkabanu                | 2004 | Najlepszy film pełnometrażowy                                                          | David Heyman, Chris Columbus, Mark Radcliffe, Alfonso Cuarón | Wygrana   | [ 128 ]         |
| Nagrody Dziecięce Brytyjskiej Akademii Filmowej (BAFTA)                          | Harry Potter i więzień Azkabanu                | 2004 | Nagroda w głosowaniu dzieci                                                            | | Nominacja | [ 128 ]         |
| Nagrody Dziecięce Brytyjskiej Akademii Filmowej (BAFTA)                          | Harry Potter i Czara Ognia                     | 2006 | Najlepszy film pełnometrażowy                                                          | David Heyman, Mike Newell, Steve Kloves | Nominacja | [ 129 ]         |
| Nagrody Dziecięce Brytyjskiej Akademii Filmowej (BAFTA)                          | Harry Potter i Czara Ognia                     | 2006 | Nagroda w głosowaniu dzieci                                                            | | Wygrana   | [ 129 ]         |
| Nagrody Dziecięce Brytyjskiej Akademii Filmowej (BAFTA)                          | Harry Potter i Zakon Feniksa                   | 2007 | Najlepszy film pełnometrażowy                                                          | David Heyman, David Barron, David Yates, Michael Goldenberg | Nominacja | [ 130 ]         |
| Nagrody Dziecięce Brytyjskiej Akademii Filmowej (BAFTA)                          | Harry Potter i Zakon Feniksa                   | 2007 | Nagroda w głosowaniu dzieci                                                            | | Nominacja | [ 130 ]         |
| Nagrody Dziecięce Brytyjskiej Akademii Filmowej (BAFTA)                          | Harry Potter i Książę Półkrwi                  | 2009 | Nagroda w głosowaniu dzieci                                                            | | Nominacja | [ 131 ]         |
| Nagrody Dziecięce Brytyjskiej Akademii Filmowej (BAFTA)                          | Harry Potter i Insygnia Śmierci: Część I       | 2011 | Najlepszy film pełnometrażowy                                                          | David Barron, David Heyman, J.K. Rowling, David Yates | Nominacja | [ 132 ]         |
| Nagrody Dziecięce Brytyjskiej Akademii Filmowej (BAFTA)                          | Harry Potter i Insygnia Śmierci: Część I       | 2011 | Nagroda w głosowaniu dzieci                                                            | | Nominacja | [ 132 ]         |
| Nagrody Dziecięce Brytyjskiej Akademii Filmowej (BAFTA)                          | Harry Potter i Insygnia Śmierci: Część II      | 2011 | Najlepszy film pełnometrażowy                                                          | David Barron, David Heyman, J.K. Rowling, David Yates | Wygrana   | [ 132 ]         |
| Nagrody Dziecięce Brytyjskiej Akademii Filmowej (BAFTA)                          | Harry Potter i Insygnia Śmierci: Część II      | 2011 | Nagroda w głosowaniu dzieci                                                            | | Wygrana   | [ 132 ]         |
| Nagrody International Film Music Critics Association                             | Harry Potter i więzień Azkabanu                | 2005 | Najlepsza ścieżka dźwiękowa do filmu fantasy lub science fiction                       | John Williams | Nominacja | [ 133 ]         |
| Nagrody International Film Music Critics Association                             | Harry Potter i Czara Ognia                     | 2006 | Filmowa ścieżka dźwiękowa roku                                                         | Patrick Doyle | Nominacja | [ 134 ]         |
| Nagrody International Film Music Critics Association                             | Harry Potter i Czara Ognia                     | 2006 | Najlepsza ścieżka dźwiękowa do filmu fantasy lub science fiction                       | Patrick Doyle | Wygrana   | [ 134 ]         |
| Nagrody International Film Music Critics Association                             | Harry Potter i Insygnia Śmierci: Część I       | 2011 | Najlepsza ścieżka dźwiękowa do filmu fantasy, science fiction lub horroru              | Alexandre Desplat | Nominacja | [ 135 ]         |
| Nagrody International Film Music Critics Association                             | Harry Potter i Insygnia Śmierci: Część II      | 2012 | Najlepsza ścieżka dźwiękowa do filmu fantasy, science fiction lub horroru              | Alexandre Desplat | Nominacja | [ 136 ]         |
| Nagrody International Film Music Critics Association                             | Fantastyczne zwierzęta i jak je znaleźć        | 2017 | Filmowa ścieżka dźwiękowa roku                                                         | James Newton Howard | Nominacja | [ 137 ]         |
| Nagrody International Film Music Critics Association                             | Fantastyczne zwierzęta i jak je znaleźć        | 2017 | Najlepsza ścieżka dźwiękowa do filmu fantasy, science fiction lub horroru              | James Newton Howard | Wygrana   | [ 137 ]         |
| Nagrody International Film Music Critics Association                             | Fantastyczne zwierzęta: Zbrodnie Grindelwalda  | 2019 | Najlepsza ścieżka dźwiękowa do filmu fantasy, science fiction lub horroru              | James Newton Howard | Nominacja | [ 138 ]         |
| Nagrody Japońskiej Akademii Filmowej                                             | Harry Potter i Kamień Filozoficzny             | 2002 | Najlepszy film obcojęzyczny                                                            | | Nominacja | [ 139 ]         |
| Nagrody Japońskiej Akademii Filmowej                                             | Harry Potter i Komnata Tajemnic                | 2003 | Najlepszy film obcojęzyczny                                                            | | Nominacja | [ 140 ]         |
| Nagrody Kręgu Krytyków Filmowych z Florydy                                       | Fantastyczne zwierzęta i jak je znaleźć        | 2017 | Najlepsze efekty specjalne                                                             | | Nominacja | [ 141 ]         |
| Nagrody Kręgu Krytyków Filmowych z Florydy                                       | Fantastyczne zwierzęta i jak je znaleźć        | 2017 | Najlepsza scenografia                                                                  | | Nominacja | [ 141 ]         |
| Nagrody Kręgu Krytyków Filmowych z Londynu                                       | Harry Potter i Komnata Tajemnic                | 2003 | Brytyjski aktor drugoplanowy roku                                                      | Kenneth Branagh | Wygrana   | [ 142 ]         |
| Nagrody Kręgu Krytyków Filmowych z Londynu                                       | Harry Potter i Czara Ognia                     | 2006 | Brytyjski aktor drugoplanowy roku                                                      | Brendan Gleeson | Nominacja | [ 143 ]         |
| Nagrody Kręgu Krytyków Filmowych z Londynu                                       | Harry Potter i Zakon Feniksa                   | 2008 | Brytyjska aktorka drugoplanowa roku                                                    | Imelda Staunton | Nominacja | [ 144 ]         |
| Nagrody Kręgu Krytyków Filmowych z Oklahomy                                      | Fantastyczne zwierzęta: Zbrodnie Grindelwalda  | 2018 | Najbardziej rozczarowujący film roku                                                   | | Wygrana   | [ 145 ]         |
| Nagrody Stowarzyszenia Krytyków Filmowych z Denver                               | Harry Potter i Insygnia Śmierci: Część II      | 2012 | Najlepsza muzyka                                                                       | Alexandre Desplat | Nominacja | [ 146 ]         |
| Nagrody Stowarzyszenia Krytyków Filmowych z Hawajów                              | Fantastyczne zwierzęta: Zbrodnie Grindelwalda  | 2019 | Najlepsze kostiumy                                                                     | | Nominacja | [ 147 ]         |
| Nagrody Stowarzyszenia Krytyków Filmowych z Hawajów                              | Fantastyczne zwierzęta: Zbrodnie Grindelwalda  | 2019 | Najlepsza charakteryzacja                                                              | | Nominacja | [ 147 ]         |
| Nagrody Stowarzyszenia Krytyków Filmowych z Houston                              | Harry Potter i Insygnia Śmierci: Część I       | 2011 | Najlepsze zdjęcia                                                                      | Eduardo Serra | Nominacja | [ 148 ]         |
| Nagrody Stowarzyszenia Krytyków Filmowych z Houston                              | Harry Potter i Insygnia Śmierci: Część II      | 2012 | Najlepsza muzyka                                                                       | Alexandre Desplat | Nominacja | [ 149 ]         |
| Nagrody Stowarzyszenia Krytyków Filmowych z Las Vegas                            | Harry Potter i Kamień Filozoficzny             | 2002 | Najlepszy film familijny                                                               | | Wygrana   | [ 150 ]         |
| Nagrody Stowarzyszenia Krytyków Filmowych z Las Vegas                            | Harry Potter i Czara Ognia                     | 2005 | Najlepszy film familijny                                                               | | Wygrana   | [ 150 ]         |
| Nagrody Stowarzyszenia Krytyków Filmowych z Las Vegas                            | Harry Potter i Zakon Feniksa                   | 2008 | Najlepsza scenografia                                                                  | | Wygrana   | [ 150 ]         |
| Nagrody Stowarzyszenia Krytyków Filmowych z Las Vegas                            | Harry Potter i Insygnia Śmierci: Część I       | 2011 | Najlepszy film familijny                                                               | | Nominacja | [ 151 ]         |
| Nagrody Stowarzyszenia Krytyków Filmowych z Las Vegas                            | Harry Potter i Insygnia Śmierci: Część I       | 2011 | Najlepsze efekty specjalne                                                             | | Nominacja | [ 151 ]         |
| Nagrody Stowarzyszenia Krytyków Filmowych z Las Vegas                            | Fantastyczne zwierzęta i jak je znaleźć        | 2016 | Najlepsze efekty specjalne                                                             | | Nominacja | [ 152 ]         |
| Nagrody Stowarzyszenia Krytyków Filmowych z Las Vegas                            | Fantastyczne zwierzęta i jak je znaleźć        | 2016 | Najlepsza scenografia                                                                  | | Nominacja | [ 152 ]         |
| Nagrody Stowarzyszenia Krytyków Filmowych z Las Vegas                            | Fantastyczne zwierzęta i jak je znaleźć        | 2016 | Najlepsze kostiumy                                                                     | | Nominacja | [ 152 ]         |
| Nagrody Stowarzyszenia Krytyków Filmowych z Phoenix                              | Harry Potter i Kamień Filozoficzny             | 2002 | Najlepszy film familijny                                                               | | Wygrana   | [ 153 ]         |
| Nagrody Stowarzyszenia Krytyków Filmowych z Phoenix                              | Harry Potter i Kamień Filozoficzny             | 2002 | Najlepszy występ dziecięcy                                                             | Emma Watson | Nominacja | [ 153 ]         |
| Nagrody Stowarzyszenia Krytyków Filmowych z Phoenix                              | Harry Potter i Kamień Filozoficzny             | 2002 | Najlepszy debiutant                                                                    | Daniel Radcliffe | Nominacja | [ 153 ]         |
| Nagrody Stowarzyszenia Krytyków Filmowych z Phoenix                              | Harry Potter i Kamień Filozoficzny             | 2002 | Najlepsza scenografia                                                                  | Stuart Craig | Nominacja | [ 153 ]         |
| Nagrody Stowarzyszenia Krytyków Filmowych z Phoenix                              | Harry Potter i Kamień Filozoficzny             | 2002 | Najlepsze kostiumy                                                                     | Judianna Makovsky | Nominacja | [ 153 ]         |
| Nagrody Stowarzyszenia Krytyków Filmowych z Phoenix                              | Harry Potter i Kamień Filozoficzny             | 2002 | Najlepsza muzyka                                                                       | John Williams | Nominacja | [ 153 ]         |
| Nagrody Stowarzyszenia Krytyków Filmowych z Phoenix                              | Harry Potter i Kamień Filozoficzny             | 2002 | Najlepsze efekty specjalne                                                             | Robert Legato, Nick Davis, John Richardson, Roger Guyett | Nominacja | [ 153 ]         |
| Nagrody Stowarzyszenia Krytyków Filmowych z Phoenix                              | Harry Potter i Komnata Tajemnic                | 2002 | Najlepszy film familijny                                                               | | Wygrana   | [ 153 ]         |
| Nagrody Stowarzyszenia Krytyków Filmowych z Phoenix                              | Harry Potter i Komnata Tajemnic                | 2002 | Najlepszy występ dziecięcy w roli drugoplanowej                                        | Emma Watson | Wygrana   | [ 153 ]         |
| Nagrody Stowarzyszenia Krytyków Filmowych z Phoenix                              | Harry Potter i Komnata Tajemnic                | 2002 | Najlepsza obsada                                                                       | Kenneth Branagh, John Cleese, Robbie Coltrane, Warwick Davis, Richard Griffiths, Rupert Grint, Richard Harris, Jason Isaacs, Daniel Radcliffe, Alan Rickman, Fiona Shaw, Maggie Smith, Julie Walters, Emma Watson | Nominacja | [ 153 ]         |
| Nagrody Stowarzyszenia Krytyków Filmowych z Phoenix                              | Harry Potter i Komnata Tajemnic                | 2002 | Najlepsza charakteryzacja                                                              | Nick Dudman, Amanda Knight | Nominacja | [ 153 ]         |
| Nagrody Stowarzyszenia Krytyków Filmowych z Phoenix                              | Harry Potter i Komnata Tajemnic                | 2002 | Najlepsze kostiumy                                                                     | Judianna Makovsky | Nominacja | [ 153 ]         |
| Nagrody Stowarzyszenia Krytyków Filmowych z Phoenix                              | Harry Potter i Komnata Tajemnic                | 2002 | Najlepsze efekty specjalne                                                             | Jim Mitchell, Nick Davis, John Richardson, Bill George | Nominacja | [ 153 ]         |
| Nagrody Stowarzyszenia Krytyków Filmowych z Phoenix                              | Harry Potter i więzień Azkabanu                | 2004 | Najlepszy film familijny                                                               | | Wygrana   | [ 153 ]         |
| Nagrody Stowarzyszenia Krytyków Filmowych z Phoenix                              | Harry Potter i Książę Półkrwi                  | 2009 | Najlepszy film familijny                                                               | | Wygrana   | [ 153 ]         |
| Nagrody Stowarzyszenia Krytyków Filmowych z Phoenix                              | Harry Potter i Insygnia Śmierci: Część I       | 2010 | Najlepsze zdjęcia                                                                      | Eduardo Serra | Nominacja | [ 153 ]         |
| Nagrody Stowarzyszenia Krytyków Filmowych z Phoenix                              | Harry Potter i Insygnia Śmierci: Część I       | 2010 | Najlepsze efekty specjalne                                                             | | Nominacja | [ 153 ]         |
| Nagrody Stowarzyszenia Krytyków Filmowych z Phoenix                              | Harry Potter i Insygnia Śmierci: Część II      | 2011 | Najlepsza scenografia                                                                  | Stuart Craig | Nominacja | [ 153 ]         |
| Nagrody Stowarzyszenia Krytyków Filmowych z Phoenix                              | Harry Potter i Insygnia Śmierci: Część II      | 2011 | Najlepsze efekty specjalne                                                             | | Nominacja | [ 153 ]         |
| Nagrody Stowarzyszenia Krytyków Filmowych z Phoenix                              | Harry Potter i Insygnia Śmierci: Część II      | 2011 | Najlepsi kaskaderzy                                                                    | | Nominacja | [ 153 ]         |
| Nagrody Stowarzyszenia Krytyków Filmowych z Phoenix                              | Fantastyczne zwierzęta i jak je znaleźć        | 2016 | Najlepsze kostiumy                                                                     | Colleen Atwood | Wygrana   | [ 153 ]         |
| Nagrody Stowarzyszenia Krytyków Filmowych z Phoenix                              | Fantastyczne zwierzęta i jak je znaleźć        | 2016 | Najlepsza scenografia                                                                  | Stuart Craig, James Hambidge | Nominacja | [ 153 ]         |
| Nagrody Stowarzyszenia Krytyków Filmowych z Phoenix                              | Fantastyczne zwierzęta i jak je znaleźć        | 2016 | Najlepsze efekty specjalne                                                             | | Nominacja | [ 153 ]         |
| Nagrody Stowarzyszenia Krytyków Filmowych z Saint Louis                          | Harry Potter i Zakon Feniksa                   | 2007 | Najlepsze efekty specjalne                                                             | | Nominacja | [ 154 ]         |
| Nagrody Stowarzyszenia Krytyków Filmowych z Saint Louis                          | Harry Potter i Insygnia Śmierci: Część I       | 2010 | Najlepsze efekty specjalne                                                             | | Nominacja | [ 155 ]         |
| Nagrody Stowarzyszenia Krytyków Filmowych z Saint Louis                          | Harry Potter i Insygnia Śmierci: Część I       | 2010 | Nagroda specjalna                                                                      | (za scenę wymazania pamięci rodzicom Hermiony) | Nominacja | [ 156 ]         |
| Nagrody Stowarzyszenia Krytyków Filmowych z Saint Louis                          | Harry Potter i Insygnia Śmierci: Część II      | 2011 | Najlepszy aktor drugoplanowy                                                           | Alan Rickman | Nominacja | [ 157 ]         |
| Nagrody Stowarzyszenia Krytyków Filmowych z Saint Louis                          | Harry Potter i Insygnia Śmierci: Część II      | 2011 | Najlepsze efekty specjalne                                                             | | Wygrana   | [ 157 ]         |
| Nagrody Stowarzyszenia Krytyków Filmowych z Saint Louis                          | Fantastyczne zwierzęta i jak je znaleźć        | 2016 | Najlepsza scenografia                                                                  | Stuart Craig, James Hambidge | Nominacja | [ 158 ]         |
| Nagrody Stowarzyszenia Krytyków Filmowych z San Diego                            | Harry Potter i Insygnia Śmierci: Część I       | 2011 | Najlepsze zdjęcia                                                                      | Eduardo Serra | Nominacja | [ 159 ]         |
| Nagrody Stowarzyszenia Krytyków Filmowych z San Diego                            | Harry Potter i Insygnia Śmierci: Część I       | 2011 | Najlepsza scenografia                                                                  | Stuart Craig | Nominacja | [ 159 ]         |
| Nagrody Stowarzyszenia Krytyków Filmowych z San Diego                            | Harry Potter i Insygnia Śmierci: Część II      | 2012 | Najlepszy scenariusz adaptowany                                                        | Steve Kloves | Nominacja | [ 160 ]         |
| Nagrody Stowarzyszenia Krytyków Filmowych z San Diego                            | Harry Potter i Insygnia Śmierci: Część II      | 2012 | Najlepsza scenografia                                                                  | Stuart Craig | Nominacja | [ 160 ]         |
| Nagrody Stowarzyszenia Krytyków Filmowych z San Diego                            | Harry Potter i Insygnia Śmierci: Część II      | 2012 | Najlepsza muzyka                                                                       | Alexandre Desplat | Wygrana   | [ 160 ]         |
| Nagrody Stowarzyszenia Krytyków Filmowych z San Diego                            | Harry Potter i Insygnia Śmierci: Część II      | 2012 | Najlepsza obsada                                                                       | | Wygrana   | [ 160 ]         |
| Nagrody Stowarzyszenia Krytyków Filmowych z Waszyngtonu                          | Harry Potter i Insygnia Śmierci: Część I       | 2011 | Najlepsza scenografia                                                                  | Stuart Craig, Stephenie McMillan | Nominacja | [ 161 ]         |
| Nagrody Stowarzyszenia Krytyków Filmowych z Waszyngtonu                          | Harry Potter i Insygnia Śmierci: Część II      | 2012 | Najlepsza scenografia                                                                  | Stuart Craig, Stephenie McMillan | Nominacja | [ 162 ]         |
| Nagrody Stowarzyszenia Krytyków Filmowych z Waszyngtonu                          | Harry Potter i Insygnia Śmierci: Część II      | 2012 | Najlepsza obsada                                                                       | | Nominacja | [ 162 ]         |
| Nagrody Stowarzyszenia Krytyków Filmowych z Waszyngtonu                          | Fantastyczne zwierzęta i jak je znaleźć        | 2017 | Najlepsza scenografia                                                                  | Stuart Craig, Anna Pinnock | Nominacja | [ 163 ]         |
| National Board of Review Awards                                                  | Harry Potter i Insygnia Śmierci: Część II      | 2012 | 10 najlepszych filmów roku                                                             | | Wygrana   | [ 164 ]         |
| National Board of Review Awards                                                  | Harry Potter (seria)                           | 2012 | Nagroda specjalna za wybitną filmową adaptację literatury                              | | Wygrana   | [ 164 ]         |
| National Film Awards UK                                                          | Fantastyczne zwierzęta i jak je znaleźć        | 2017 | Najlepszy aktor                                                                        | Eddie Redmayne | Nominacja | [ 165 ]         |
| National Movie Awards                                                            | Harry Potter i Zakon Feniksa                   | 2007 | Najlepszy film familijny                                                               | | Wygrana   | [ 166 ]         |
| National Movie Awards                                                            | Harry Potter i Zakon Feniksa                   | 2007 | Najlepszy występ męski                                                                 | Daniel Radcliffe | Wygrana   | [ 166 ]         |
| National Movie Awards                                                            | Harry Potter i Zakon Feniksa                   | 2007 | Najlepszy występ męski                                                                 | Rupert Grint | Nominacja | [ 166 ]         |
| National Movie Awards                                                            | Harry Potter i Zakon Feniksa                   | 2007 | Najlepszy występ kobiecy                                                               | Emma Watson | Wygrana   | [ 166 ]         |
| National Movie Awards                                                            | Harry Potter i Książę Półkrwi                  | 2010 | Najlepszy film familijny                                                               | | Wygrana   | [ 167 ] [ 168 ] |
| National Movie Awards                                                            | Harry Potter i Książę Półkrwi                  | 2010 | Występ roku                                                                            | Daniel Radcliffe | Nominacja | [ 167 ] [ 168 ] |
| National Movie Awards                                                            | Harry Potter i Książę Półkrwi                  | 2010 | Występ roku                                                                            | Rupert Grint | Nominacja | [ 167 ] [ 168 ] |
| National Movie Awards                                                            | Harry Potter i Książę Półkrwi                  | 2010 | Występ roku                                                                            | Emma Watson | Nominacja | [ 167 ] [ 168 ] |
| National Movie Awards                                                            | Harry Potter (seria)                           | 2010 | Specjalne wyróżnienie                                                                  | | Wygrana   | [ 167 ] [ 168 ] |
| National Movie Awards                                                            | Harry Potter i Insygnia Śmierci: Część I       | 2011 | Najlepszy film fantasy                                                                 | | Wygrana   | [ 169 ]         |
| National Movie Awards                                                            | Harry Potter i Insygnia Śmierci: Część I       | 2011 | Występ roku                                                                            | Daniel Radcliffe | Nominacja | [ 169 ]         |
| National Movie Awards                                                            | Harry Potter i Insygnia Śmierci: Część I       | 2011 | Występ roku                                                                            | Rupert Grint | Nominacja | [ 169 ]         |
| National Movie Awards                                                            | Harry Potter i Insygnia Śmierci: Część I       | 2011 | Występ roku                                                                            | Emma Watson | Nominacja | [ 169 ]         |
| National Movie Awards                                                            | Harry Potter i Insygnia Śmierci: Część II      | 2011 | Film wakacji, który trzeba zobaczyć                                                    | | Wygrana   | [ 169 ]         |
| Nickelodeon Australian Kids’ Choice Awards                                       | Harry Potter i Czara Ognia                     | 2006 | Ulubiony film                                                                          | | Nominacja | [ 170 ]         |
| Nickelodeon Australian Kids’ Choice Awards                                       | Harry Potter i Insygnia Śmierci: Część II      | 2011 | Ulubiony film                                                                          | | Wygrana   | [ 171 ]         |
| Nickelodeon Kids’ Choice Awards                                                  | Harry Potter i Kamień Filozoficzny             | 2002 | Ulubiony film                                                                          | | Nominacja | [ 172 ]         |
| Nickelodeon Kids’ Choice Awards                                                  | Harry Potter i Komnata Tajemnic                | 2003 | Ulubiony film                                                                          | | Nominacja | [ 173 ]         |
| Nickelodeon Kids’ Choice Awards                                                  | Harry Potter i więzień Azkabanu                | 2005 | Ulubiony film                                                                          | | Nominacja | [ 174 ]         |
| Nickelodeon Kids’ Choice Awards                                                  | Harry Potter i Czara Ognia                     | 2006 | Ulubiony film                                                                          | | Wygrana   | [ 175 ]         |
| Nickelodeon Kids’ Choice Awards                                                  | Harry Potter i Insygnia Śmierci: Część I       | 2011 | Ulubiony film                                                                          | | Nominacja | [ 176 ]         |
| Nickelodeon Kids’ Choice Awards                                                  | Harry Potter i Insygnia Śmierci: Część I       | 2011 | Ulubiona aktorka                                                                       | Emma Watson | Nominacja | [ 176 ]         |
| Nickelodeon Kids’ Choice Awards                                                  | Harry Potter i Insygnia Śmierci: Część II      | 2012 | Ulubiony film                                                                          | | Nominacja | [ 177 ]         |
| Nickelodeon Kids’ Choice Awards                                                  | Harry Potter i Insygnia Śmierci: Część II      | 2012 | Ulubiony aktor                                                                         | Daniel Radcliffe | Nominacja | [ 177 ]         |
| Nickelodeon Kids’ Choice Awards                                                  | Harry Potter i Insygnia Śmierci: Część II      | 2012 | Ulubiona aktorka                                                                       | Emma Watson | Nominacja | [ 177 ]         |
| NRJ Ciné Awards                                                                  | Harry Potter i więzień Akzabanu                | 2005 | Największy box office                                                                  | | Wygrana   | [ 178 ]         |
| NRJ Ciné Awards                                                                  | Harry Potter i więzień Akzabanu                | 2005 | Najlepszy wygląd                                                                       | Gary Oldman | Nominacja | [ 179 ]         |
| NRJ Ciné Awards                                                                  | Harry Potter i Czara Ognia                     | 2006 | Największy box office                                                                  | | Wygrana   | [ 180 ]         |
| Online Film Critics Society                                                      | Harry Potter i Komnata Tajemnic                | 2003 | Najlepsze efekty specjalne                                                             | John Richardson | Nominacja | [ 181 ]         |
| People’s Choice Awards                                                           | Harry Potter i więzień Azkabanu                | 2005 | Najlepsza kontynuacja                                                                  | | Nominacja | [ 182 ]         |
| People’s Choice Awards                                                           | Harry Potter i więzień Azkabanu                | 2005 | Najlepszy czarny charakter                                                             | Gary Oldman | Nominacja | [ 182 ]         |
| People’s Choice Awards                                                           | Harry Potter i Zakon Feniksa                   | 2008 | Najlepszy film dramatyczny                                                             | | Wygrana   | [ 183 ]         |
| People’s Choice Awards                                                           | Harry Potter i Książę Półkrwi                  | 2010 | Ulubiony film                                                                          | | Nominacja | [ 184 ]         |
| People’s Choice Awards                                                           | Harry Potter i Książę Półkrwi                  | 2010 | Ulubiony zespół na ekranie                                                             | Daniel Radcliffe, Rupert Grint, Emma Watson | Nominacja | [ 184 ]         |
| People’s Choice Awards                                                           | Harry Potter (seria)                           | 2010 | Ulubiona franczyza                                                                     | | Nominacja | [ 184 ]         |
| People’s Choice Awards                                                           | Harry Potter i Insygnia Śmierci: Część II      | 2012 | Ulubiony film                                                                          | | Wygrana   | [ 185 ]         |
| People’s Choice Awards                                                           | Harry Potter i Insygnia Śmierci: Część II      | 2012 | Ulubiony film akcji                                                                    | | Wygrana   | [ 185 ]         |
| People’s Choice Awards                                                           | Harry Potter i Insygnia Śmierci: Część II      | 2012 | Ulubiona obsada filmu                                                                  | | Wygrana   | [ 185 ]         |
| People’s Choice Awards                                                           | Harry Potter i Insygnia Śmierci: Część II      | 2012 | Ulubiona adaptacja książki                                                             | | Wygrana   | [ 185 ]         |
| People’s Choice Awards                                                           | Fantastyczne zwierzęta i jak je znaleźć        | 2017 | Ulubiony blockbuster na koniec roku                                                    | | Wygrana   | [ 186 ]         |
| Russian National Movie Awards                                                    | Harry Potter i Książę Półkrwi                  | 2010 | Najlepszy zagraniczny film akcji                                                       | David Yates | Nominacja | [ 187 ]         |
| Russian National Movie Awards                                                    | Harry Potter i Insygnia Śmierci: Część I       | 2011 | Najlepszy zagraniczny film akcji                                                       | David Yates | Nominacja | [ 188 ]         |
| Russian National Movie Awards                                                    | Harry Potter i Insygnia Śmierci: Część I       | 2011 | Najlepsza aktorka zagraniczna                                                          | Helena Bonham Carter | Nominacja | [ 188 ]         |
| Russian National Movie Awards                                                    | Harry Potter i Insygnia Śmierci: Część II      | 2011 | Najlepszy zagraniczny film akcji                                                       | David Yates | Nominacja | [ 189 ]         |
| Russian National Movie Awards                                                    | Harry Potter i Insygnia Śmierci: Część II      | 2011 | Najlepszy zagraniczny dramat                                                           | David Yates | Nominacja | [ 189 ]         |
| Russian National Movie Awards                                                    | Harry Potter i Insygnia Śmierci: Część II      | 2011 | Najlepsza aktorka zagraniczna                                                          | Helena Bonham Carter | Nominacja | [ 189 ]         |
| Russian National Movie Awards                                                    | Harry Potter i Insygnia Śmierci: Część II      | 2011 | Najlepsza aktorka zagraniczna                                                          | Emma Watson | Nominacja | [ 189 ]         |
| Satelity                                                                         | Harry Potter i Kamień Filozoficzny             | 2002 | Najlepszy film animowany lub wykorzystujący live-action                                | | Nominacja | [ 190 ]         |
| Satelity                                                                         | Harry Potter i Kamień Filozoficzny             | 2002 | Najlepszy montaż                                                                       | Richard Francis-Bruce | Nominacja | [ 190 ]         |
| Satelity                                                                         | Harry Potter i Kamień Filozoficzny             | 2002 | Najlepsza scenografia                                                                  | Stuart Craig | Nominacja | [ 190 ]         |
| Satelity                                                                         | Harry Potter i Kamień Filozoficzny             | 2002 | Najlepsze efekty specjalne                                                             | Robert Legato, Nick Davis, Roger Guyett, John Richardson | Nominacja | [ 190 ]         |
| Satelity                                                                         | Harry Potter i Kamień Filozoficzny             | 2002 | Najlepszy debiutant                                                                    | Rupert Grint | Wygrana   | [ 191 ]         |
| Satelity                                                                         | Harry Potter i Czara Ognia                     | 2005 | Najlepsze kostiumy                                                                     | Jany Temime | Nominacja | [ 192 ]         |
| Satelity                                                                         | Harry Potter i Czara Ognia                     | 2005 | Najlepsza piosenka oryginalna                                                          | Jarvis Cocker (za „Magic Works”) | Nominacja | [ 192 ]         |
| Satelity                                                                         | Harry Potter (pierwsze cztery części)          | 2006 | Najlepsze dodatki specjalne na DVD                                                     | Warner Home Video (za Harry Potter Years 1–4) | Nominacja | [ 193 ]         |
| Satelity                                                                         | Harry Potter i Książę Półkrwi                  | 2009 | Najlepszy film animowany lub łączący różne techniki                                    | | Nominacja | [ 194 ]         |
| Satelity                                                                         | Harry Potter i Insygnia Śmierci: Część I       | 2010 | Najlepsze zdjęcia                                                                      | Eduardo Serra | Nominacja | [ 195 ]         |
| Satelity                                                                         | Harry Potter i Insygnia Śmierci: Część I       | 2010 | Najlepsza muzyka                                                                       | Alexandre Desplat | Nominacja | [ 195 ]         |
| Satelity                                                                         | Harry Potter i Insygnia Śmierci: Część II      | 2011 | Najlepsza muzyka                                                                       | Alexandre Desplat | Nominacja | [ 196 ]         |
| Satelity                                                                         | Harry Potter i Insygnia Śmierci: Część II      | 2011 | Najlepsze efekty specjalne                                                             | Tim Burke, John Richardson, Greg Butler, David Vickery | Nominacja | [ 196 ]         |
| Satelity                                                                         | Harry Potter i Insygnia Śmierci: Część II      | 2011 | Najlepszy dźwięk                                                                       | Stuart Wilson, Stuart Hilliker, Mike Dowson, Adam Scrivener, James Mather | Nominacja | [ 196 ]         |
| Satelity                                                                         | Harry Potter (seria)                           | 2011 | Najlepsze dodatki specjalne na DVD                                                     | Warner Home Entertainment (za Harry Potter: The Complete 8 Film Collection) | Nominacja | [ 196 ]         |
| Satelity                                                                         | Fantastyczne zwierzęta: Zbrodnie Grindelwalda  | 2019 | Najlepsze kostiumy                                                                     | Colleen Atwood | Nominacja |                 |
| Satelity                                                                         | Fantastyczne zwierzęta: Zbrodnie Grindelwalda  | 2019 | Najlepsza scenografia i dekoracja wnętrz                                               | Stuart Craig | Nominacja |                 |
| Satelity                                                                         | Fantastyczne zwierzęta: Zbrodnie Grindelwalda  | 2019 | Najlepsze efekty specjalne                                                             | | Nominacja |                 |
| Saturny                                                                          | Harry Potter i Kamień Filozoficzny             | 2002 | Najlepszy film fantasy                                                                 | | Nominacja | [ 197 ]         |
| Saturny                                                                          | Harry Potter i Kamień Filozoficzny             | 2002 | Najlepszy reżyser                                                                      | Chris Columbus | Nominacja | [ 197 ]         |
| Saturny                                                                          | Harry Potter i Kamień Filozoficzny             | 2002 | Najlepszy aktor drugoplanowy                                                           | Robbie Coltrane | Nominacja | [ 197 ]         |
| Saturny                                                                          | Harry Potter i Kamień Filozoficzny             | 2002 | Najlepsza aktorka drugoplanowa                                                         | Maggie Smith | Nominacja | [ 197 ]         |
| Saturny                                                                          | Harry Potter i Kamień Filozoficzny             | 2002 | Najlepszy młody aktor lub aktorka                                                      | Daniel Radcliffe | Nominacja | [ 197 ]         |
| Saturny                                                                          | Harry Potter i Kamień Filozoficzny             | 2002 | Najlepszy młody aktor lub aktorka                                                      | Emma Watson | Nominacja | [ 197 ]         |
| Saturny                                                                          | Harry Potter i Kamień Filozoficzny             | 2002 | Najlepsze kostiumy                                                                     | Judianna Makovsky | Wygrana   | [ 197 ]         |
| Saturny                                                                          | Harry Potter i Kamień Filozoficzny             | 2002 | Najlepsza charakteryzacja                                                              | Nick Dudman, Mark Coulier, John Lambert | Nominacja | [ 197 ]         |
| Saturny                                                                          | Harry Potter i Kamień Filozoficzny             | 2002 | Najlepsze efekty specjalne                                                             | Robert Legato, Nick Davis, Roger Guyett, John Richardson | Nominacja | [ 197 ]         |
| Saturny                                                                          | Harry Potter i Komnata Tajemnic                | 2003 | Najlepszy film fantasy                                                                 | | Nominacja | [ 198 ]         |
| Saturny                                                                          | Harry Potter i Komnata Tajemnic                | 2003 | Najlepszy młody aktor lub aktorka                                                      | Daniel Radcliffe | Nominacja | [ 198 ]         |
| Saturny                                                                          | Harry Potter i Komnata Tajemnic                | 2003 | Najlepszy reżyser                                                                      | Chris Columbus | Nominacja | [ 198 ]         |
| Saturny                                                                          | Harry Potter i Komnata Tajemnic                | 2003 | Najlepsze kostiumy                                                                     | Lindy Hemming | Nominacja | [ 198 ]         |
| Saturny                                                                          | Harry Potter i Komnata Tajemnic                | 2003 | Najlepsza charakteryzacja                                                              | Nick Dudman, Amanda Knight | Nominacja | [ 198 ]         |
| Saturny                                                                          | Harry Potter i Komnata Tajemnic                | 2003 | Najlepsze efekty specjalne                                                             | John Mitchell, Nick Davis, John Richardson, Bill George | Nominacja | [ 198 ]         |
| Saturny                                                                          | Harry Potter i Komnata Tajemnic                | 2004 | Najlepsze wydanie specjalne DVD                                                        | | Nominacja | [ 199 ]         |
| Saturny                                                                          | Harry Potter i więzień Azkabanu                | 2005 | Najlepszy film fantasy                                                                 | | Nominacja | [ 200 ]         |
| Saturny                                                                          | Harry Potter i więzień Azkabanu                | 2005 | Najlepszy reżyser                                                                      | Alfonso Cuarón | Nominacja | [ 200 ]         |
| Saturny                                                                          | Harry Potter i więzień Azkabanu                | 2005 | Najlepszy aktor drugoplanowy                                                           | Gary Oldman | Nominacja | [ 200 ]         |
| Saturny                                                                          | Harry Potter i więzień Azkabanu                | 2005 | Najlepszy młody aktor                                                                  | Daniel Radcliffe | Nominacja | [ 200 ]         |
| Saturny                                                                          | Harry Potter i więzień Azkabanu                | 2005 | Najlepszy scenariusz                                                                   | Steve Kloves | Nominacja | [ 200 ]         |
| Saturny                                                                          | Harry Potter i więzień Azkabanu                | 2005 | Najlepsza muzyka                                                                       | John Williams | Nominacja | [ 200 ]         |
| Saturny                                                                          | Harry Potter i więzień Azkabanu                | 2005 | Najlepsze kostiumy                                                                     | Jany Temime | Nominacja | [ 200 ]         |
| Saturny                                                                          | Harry Potter i więzień Azkabanu                | 2005 | Najlepsza charakteryzacja                                                              | Nick Dudman, Amanda Knight | Nominacja | [ 200 ]         |
| Saturny                                                                          | Harry Potter i więzień Azkabanu                | 2005 | Najlepsze efekty specjalne                                                             | Tim Burke, Roger Guyett, Bill George, John Richardson | Nominacja | [ 200 ]         |
| Saturny                                                                          | Harry Potter i Czara Ognia                     | 2006 | Najlepszy film fantasy                                                                 | | Nominacja | [ 201 ]         |
| Saturny                                                                          | Harry Potter i Czara Ognia                     | 2006 | Najlepszy reżyser                                                                      | Mike Newell | Nominacja | [ 201 ]         |
| Saturny                                                                          | Harry Potter i Czara Ognia                     | 2006 | Najlepszy młody aktor                                                                  | Daniel Radcliffe | Nominacja | [ 201 ]         |
| Saturny                                                                          | Harry Potter i Czara Ognia                     | 2006 | Najlepszy scenariusz                                                                   | Steve Kloves | Nominacja | [ 201 ]         |
| Saturny                                                                          | Harry Potter i Czara Ognia                     | 2006 | Najlepsza muzyka                                                                       | Patrick Doyle | Nominacja | [ 201 ]         |
| Saturny                                                                          | Harry Potter i Czara Ognia                     | 2006 | Najlepsze kostiumy                                                                     | Jany Temime | Nominacja | [ 201 ]         |
| Saturny                                                                          | Harry Potter i Czara Ognia                     | 2006 | Najlepsza charakteryzacja                                                              | Nick Dudman, Amanda Knight | Nominacja | [ 201 ]         |
| Saturny                                                                          | Harry Potter i Czara Ognia                     | 2006 | Najlepsze efekty specjalne                                                             | Jim Mitchell, Tim Alexander, Tim Webber, John Richardson | Nominacja | [ 201 ]         |
| Saturny                                                                          | Harry Potter i Zakon Feniksa                   | 2008 | Najlepszy film fantasy                                                                 | | Nominacja | [ 202 ]         |
| Saturny                                                                          | Harry Potter i Zakon Feniksa                   | 2008 | Najlepszy reżyser                                                                      | David Yates | Nominacja | [ 202 ]         |
| Saturny                                                                          | Harry Potter i Zakon Feniksa                   | 2008 | Najlepsza aktorka drugoplanowa                                                         | Imelda Staunton | Nominacja | [ 202 ]         |
| Saturny                                                                          | Harry Potter i Zakon Feniksa                   | 2008 | Najlepszy młody aktor                                                                  | Daniel Radcliffe | Nominacja | [ 202 ]         |
| Saturny                                                                          | Harry Potter i Zakon Feniksa                   | 2008 | Najlepszy scenariusz                                                                   | Michael Goldenberg | Nominacja | [ 202 ]         |
| Saturny                                                                          | Harry Potter i Zakon Feniksa                   | 2008 | Najlepsza muzyka                                                                       | Nicholas Hooper | Nominacja | [ 202 ]         |
| Saturny                                                                          | Harry Potter i Zakon Feniksa                   | 2008 | Najlepsze kostiumy                                                                     | Jany Temime | Nominacja | [ 202 ]         |
| Saturny                                                                          | Harry Potter i Zakon Feniksa                   | 2008 | Najlepsza charakteryzacja                                                              | Nick Dudman, Amanda Knight | Nominacja | [ 202 ]         |
| Saturny                                                                          | Harry Potter i Zakon Feniksa                   | 2008 | Najlepsze efekty specjalne                                                             | Tim Burke, John Richardson, Paul J. Franklin, Greg Butler | Nominacja | [ 202 ]         |
| Saturny                                                                          | Harry Potter i Książę Półkrwi                  | 2010 | Najlepszy film fantasy                                                                 | | Nominacja | [ 203 ]         |
| Saturny                                                                          | Harry Potter i Książę Półkrwi                  | 2010 | Najlepsze kostiumy                                                                     | Jany Temime | Nominacja | [ 203 ]         |
| Saturny                                                                          | Harry Potter i Książę Półkrwi                  | 2010 | Najlepsza scenografia                                                                  | Stuart Craig | Nominacja | [ 203 ]         |
| Saturny                                                                          | Harry Potter i Książę Półkrwi                  | 2010 | Najlepsze efekty specjalne                                                             | Tim Burke, John Richardson, Nicholas Aithadi, Tim Alexander | Nominacja | [ 203 ]         |
| Saturny                                                                          | Harry Potter i Insygnia Śmierci: Część I       | 2011 | Najlepszy film fantasy                                                                 | | Nominacja | [ 204 ]         |
| Saturny                                                                          | Harry Potter i Insygnia Śmierci: Część I       | 2011 | Najlepszy reżyser                                                                      | David Yates | Nominacja | [ 204 ]         |
| Saturny                                                                          | Harry Potter i Insygnia Śmierci: Część I       | 2011 | Najlepsze kostiumy                                                                     | Jany Temime | Nominacja | [ 204 ]         |
| Saturny                                                                          | Harry Potter i Insygnia Śmierci: Część I       | 2011 | Najlepsza charakteryzacja                                                              | Mark Coulier, Nick Dudman, Amanda Knight | Nominacja | [ 204 ]         |
| Saturny                                                                          | Harry Potter i Insygnia Śmierci: Część I       | 2011 | Najlepsze efekty specjalne                                                             | Nicolas Aithadi, John Richardson, Christian Manz, Tim Burke | Nominacja | [ 204 ]         |
| Saturny                                                                          | Harry Potter i Insygnia Śmierci: Część II      | 2012 | Najlepszy film fantasy                                                                 | | Wygrana   | [ 205 ]         |
| Saturny                                                                          | Harry Potter i Insygnia Śmierci: Część II      | 2012 | Najlepszy aktor drugoplanowy                                                           | Ralph Fiennes | Nominacja | [ 206 ]         |
| Saturny                                                                          | Harry Potter i Insygnia Śmierci: Część II      | 2012 | Najlepszy aktor drugoplanowy                                                           | Alan Rickman | Nominacja | [ 206 ]         |
| Saturny                                                                          | Harry Potter i Insygnia Śmierci: Część II      | 2012 | Najlepsza aktorka drugoplanowa                                                         | Emma Watson | Nominacja | [ 206 ]         |
| Saturny                                                                          | Harry Potter i Insygnia Śmierci: Część II      | 2012 | Najlepszy reżyser                                                                      | David Yates | Nominacja | [ 206 ]         |
| Saturny                                                                          | Harry Potter i Insygnia Śmierci: Część II      | 2012 | Najlepsza scenografia                                                                  | Stuart Craig | Nominacja | [ 206 ]         |
| Saturny                                                                          | Harry Potter i Insygnia Śmierci: Część II      | 2012 | Najlepszy montaż                                                                       | Mark Day | Nominacja | [ 206 ]         |
| Saturny                                                                          | Harry Potter i Insygnia Śmierci: Część II      | 2012 | Najlepsze kostiumy                                                                     | Jany Temime | Nominacja | [ 206 ]         |
| Saturny                                                                          | Harry Potter i Insygnia Śmierci: Część II      | 2012 | Najlepsza charakteryzacja                                                              | Nick Dudman, Amanda Knight | Nominacja | [ 206 ]         |
| Saturny                                                                          | Harry Potter i Insygnia Śmierci: Część II      | 2012 | Najlepsze efekty specjalne                                                             | Tim Burke, Greg Butler, John Richardson, David Vickery | Nominacja | [ 206 ]         |
| Saturny                                                                          | Fantastyczne zwierzęta i jak je znaleźć        | 2017 | Najlepszy film fantasy                                                                 | | Nominacja | [ 207 ] [ 208 ] |
| Saturny                                                                          | Fantastyczne zwierzęta i jak je znaleźć        | 2017 | Najlepszy aktor drugoplanowy                                                           | Dan Fogler | Nominacja | [ 207 ] [ 208 ] |
| Saturny                                                                          | Fantastyczne zwierzęta i jak je znaleźć        | 2017 | Najlepsza muzyka                                                                       | James Newton Howard | Nominacja | [ 207 ] [ 208 ] |
| Saturny                                                                          | Fantastyczne zwierzęta i jak je znaleźć        | 2017 | Najlepsza scenografia                                                                  | Stuart Craig | Nominacja | [ 207 ] [ 208 ] |
| Saturny                                                                          | Fantastyczne zwierzęta i jak je znaleźć        | 2017 | Najlepsze kostiumy                                                                     | Colleen Atwood | Wygrana   | [ 207 ] [ 208 ] |
| Saturny                                                                          | Fantastyczne zwierzęta i jak je znaleźć        | 2017 | Najlepsza charakteryzacja                                                              | Nick Knowles | Nominacja | [ 207 ] [ 208 ] |
| Saturny                                                                          | Fantastyczne zwierzęta i jak je znaleźć        | 2017 | Najlepsze efekty specjalne                                                             | Tim Burke, Christian Manz, David Watkins | Nominacja | [ 207 ] [ 208 ] |
| Saturny                                                                          | Fantastyczne zwierzęta: Zbrodnie Grindelwalda  | 2019 | Najlepszy film fantasy                                                                 | | Nominacja | [ 209 ]         |
| Saturny                                                                          | Fantastyczne zwierzęta: Tajemnice Dumbledore’a | 2022 | Najlepszy film fantasy                                                                 | | Nominacja | [ 210 ]         |
| Scream Awards                                                                    | Harry Potter i Czara Ognia                     | 2006 | Najlepszy film fantasy                                                                 | | Nominacja | [ 211 ]         |
| Scream Awards                                                                    | Harry Potter i Zakon Feniksa                   | 2007 | Największy krzyk                                                                       | | Nominacja | [ 212 ]         |
| Scream Awards                                                                    | Harry Potter i Zakon Feniksa                   | 2007 | Najlepszy film fantasy                                                                 | | Nominacja | [ 212 ]         |
| Scream Awards                                                                    | Harry Potter i Zakon Feniksa                   | 2007 | Bohater fantasy                                                                        | Daniel Radcliffe | Nominacja | [ 212 ]         |
| Scream Awards                                                                    | Harry Potter i Zakon Feniksa                   | 2007 | Najlepsze efekty specjalne                                                             | | Nominacja | [ 212 ]         |
| Scream Awards                                                                    | Harry Potter i Zakon Feniksa                   | 2007 | Najpodlejszy czarny bohater                                                            | Ralph Fiennes | Wygrana   | [ 213 ]         |
| Scream Awards                                                                    | Harry Potter i Zakon Feniksa                   | 2007 | Najlepsza kontynuacja                                                                  | | Wygrana   | [ 213 ]         |
| Scream Awards                                                                    | Harry Potter i Książę Półkrwi                  | 2009 | Najlepszy film fantasy                                                                 | | Nominacja | [ 214 ] [ 215 ] |
| Scream Awards                                                                    | Harry Potter i Książę Półkrwi                  | 2009 | Najlepsza aktorka w fantasy                                                            | Emma Watson | Nominacja | [ 214 ] [ 215 ] |
| Scream Awards                                                                    | Harry Potter i Książę Półkrwi                  | 2009 | Najlepszy aktor w fantasy                                                              | Daniel Radcliffe | Nominacja | [ 214 ] [ 215 ] |
| Scream Awards                                                                    | Harry Potter i Książę Półkrwi                  | 2009 | Najlepszy aktor drugoplanowy                                                           | Rupert Grint | Nominacja | [ 214 ] [ 215 ] |
| Scream Awards                                                                    | Harry Potter i Książę Półkrwi                  | 2009 | Najlepsza aktorka drugoplanowa                                                         | Evanna Lynch | Nominacja | [ 214 ] [ 215 ] |
| Scream Awards                                                                    | Harry Potter i Książę Półkrwi                  | 2009 | Najlepszy antagonista                                                                  | Helena Bonham Carter | Nominacja | [ 214 ] [ 215 ] |
| Scream Awards                                                                    | Harry Potter i Książę Półkrwi                  | 2009 | Najlepsze efekty specjalne                                                             | | Nominacja | [ 214 ] [ 215 ] |
| Scream Awards                                                                    | Harry Potter i Książę Półkrwi                  | 2009 | Najlepsza kontynuacja                                                                  | | Nominacja | [ 214 ] [ 215 ] |
| Scream Awards                                                                    | Harry Potter i Książę Półkrwi                  | 2009 | Scena roku                                                                             | (za atak śmierciożerców na Londyn) | Wygrana   | [ 214 ] [ 215 ] |
| Scream Awards                                                                    | Harry Potter i Książę Półkrwi                  | 2009 | Najlepsza obsada                                                                       | Helena Bonham Carter | Wygrana   | [ 214 ] [ 215 ] |
| Scream Awards                                                                    | Harry Potter i Insygnia Śmierci: Część II      | 2011 | Największy krzyk                                                                       | | Wygrana   | [ 216 ] [ 217 ] |
| Scream Awards                                                                    | Harry Potter i Insygnia Śmierci: Część II      | 2011 | Najlepszy film fantasy                                                                 | | Nominacja | [ 216 ] [ 217 ] |
| Scream Awards                                                                    | Harry Potter i Insygnia Śmierci: Część II      | 2011 | Najlepszy reżyser                                                                      | David Yates | Nominacja | [ 216 ] [ 217 ] |
| Scream Awards                                                                    | Harry Potter i Insygnia Śmierci: Część II      | 2011 | Najlepszy scenariusz                                                                   | | Wygrana   | [ 216 ] [ 217 ] |
| Scream Awards                                                                    | Harry Potter i Insygnia Śmierci: Część II      | 2011 | Najlepsza aktorka w fantasy                                                            | Emma Watson | Nominacja | [ 216 ] [ 217 ] |
| Scream Awards                                                                    | Harry Potter i Insygnia Śmierci: Część II      | 2011 | Najlepszy aktor w fantasy                                                              | Daniel Radcliffe | Wygrana   | [ 216 ] [ 217 ] |
| Scream Awards                                                                    | Harry Potter i Insygnia Śmierci: Część II      | 2011 | Najlepszy czarny charakter                                                             | Ralph Fiennes | Wygrana   | [ 216 ] [ 217 ] |
| Scream Awards                                                                    | Harry Potter i Insygnia Śmierci: Część II      | 2011 | Najlepszy aktor drugoplanowy                                                           | Rupert Grint | Nominacja | [ 216 ] [ 217 ] |
| Scream Awards                                                                    | Harry Potter i Insygnia Śmierci: Część II      | 2011 | Najlepszy aktor drugoplanowy                                                           | Alan Rickman | Nominacja | [ 216 ] [ 217 ] |
| Scream Awards                                                                    | Harry Potter i Insygnia Śmierci: Część II      | 2011 | Najlepsza obsada                                                                       | | Nominacja | [ 216 ] [ 217 ] |
| Scream Awards                                                                    | Harry Potter i Insygnia Śmierci: Część II      | 2011 | Scena walki roku                                                                       | (za bitwę o Hogwart) | Nominacja | [ 216 ] [ 217 ] |
| Scream Awards                                                                    | Harry Potter i Insygnia Śmierci: Część II      | 2011 | Scena walki roku                                                                       | (za ostateczny pojedynek Harry’ego i Voldemorta) | Nominacja | [ 216 ] [ 217 ] |
| Scream Awards                                                                    | Harry Potter i Insygnia Śmierci: Część II      | 2011 | Scena roku                                                                             | (za scenę w Pokoju Życzeń) | Wygrana   | [ 216 ] [ 217 ] |
| Scream Awards                                                                    | Harry Potter i Insygnia Śmierci: Część II      | 2011 | Najlepszy film 3D                                                                      | | Nominacja | [ 216 ] [ 217 ] |
| Scream Awards                                                                    | Harry Potter i Insygnia Śmierci: Część II      | 2011 | Najlepsze efekty specjalne                                                             | | Wygrana   | [ 216 ] [ 217 ] |
| SFX Awards                                                                       | Harry Potter i Książę Półkrwi                  | 2010 | Najlepszy film                                                                         | | Wygrana   | [ 218 ]         |
| SFX Awards                                                                       | Harry Potter i Insygnia Śmierci: Część II      | 2012 | Najlepszy film                                                                         | | Wygrana   | [ 219 ]         |
| SFX Awards                                                                       | Harry Potter i Insygnia Śmierci: Część II      | 2012 | Najlepszy reżyser                                                                      | David Yates | Nominacja | [ 219 ]         |
| Stinkers Bad Movie Awards                                                        | Harry Potter i Kamień Filozoficzny             | 2002 | Najbardziej natrętna ścieżka dźwiękowa                                                 | John Williams | Nominacja | [ 220 ]         |
| Stinkers Bad Movie Awards                                                        | Harry Potter i Komnata Tajemnic                | 2003 | Najbardziej irytująca postać nieludzka                                                 | Zgredek | Nominacja | [ 221 ]         |
| Teen Choice Awards                                                               | Harry Potter i Kamień Filozoficzny             | 2002 | Film dramatyczny                                                                       | | Nominacja | [ 222 ]         |
| Teen Choice Awards                                                               | Harry Potter i więzień Azkabanu                | 2004 | Film akcji                                                                             | | Wygrana   | [ 223 ]         |
| Teen Choice Awards                                                               | Harry Potter i więzień Azkabanu                | 2004 | Film wakacji                                                                           | | Nominacja | [ 223 ]         |
| Teen Choice Awards                                                               | Harry Potter i Czara Ognia                     | 2006 | Film dramatyczny                                                                       | | Wygrana   | [ 224 ]         |
| Teen Choice Awards                                                               | Harry Potter i Zakon Feniksa                   | 2007 | Wakacyjny film dramatyczny lub akcji                                                   | | Wygrana   | [ 225 ]         |
| Teen Choice Awards                                                               | Harry Potter i Książę Półkrwi                  | 2009 | Wakacyjny film akcji lub przygodowy                                                    | | Wygrana   | [ 226 ]         |
| Teen Choice Awards                                                               | Harry Potter i Książę Półkrwi                  | 2010 | Film fantasy                                                                           | | Nominacja | [ 227 ]         |
| Teen Choice Awards                                                               | Harry Potter i Książę Półkrwi                  | 2010 | Aktorka w filmie fantasy                                                               | Emma Watson | Nominacja | [ 227 ]         |
| Teen Choice Awards                                                               | Harry Potter i Insygnia Śmierci: Część I       | 2011 | Film science fiction lub fantasy                                                       | | Wygrana   | [ 228 ] [ 229 ] |
| Teen Choice Awards                                                               | Harry Potter i Insygnia Śmierci: Część I       | 2011 | Aktor w filmie science fiction lub fantasy                                             | Daniel Radcliffe | Nominacja | [ 228 ] [ 229 ] |
| Teen Choice Awards                                                               | Harry Potter i Insygnia Śmierci: Część I       | 2011 | Aktorka w filmie science fiction lub fantasy                                           | Emma Watson | Wygrana   | [ 228 ] [ 229 ] |
| Teen Choice Awards                                                               | Harry Potter i Insygnia Śmierci: Część I       | 2011 | Pocałunek w filmie                                                                     | Emma Watson, Daniel Radcliffe | Wygrana   | [ 228 ] [ 229 ] |
| Teen Choice Awards                                                               | Harry Potter i Insygnia Śmierci: Część I       | 2011 | Czarny charakter w filmie                                                              | Tom Felton | Wygrana   | [ 228 ] [ 229 ] |
| Teen Choice Awards                                                               | Harry Potter i Insygnia Śmierci: Część II      | 2011 | Film wakacji                                                                           | | Wygrana   | [ 228 ] [ 229 ] |
| Teen Choice Awards                                                               | Harry Potter i Insygnia Śmierci: Część II      | 2011 | Gwiazdor filmu wakacji                                                                 | Daniel Radcliffe | Wygrana   | [ 228 ] [ 229 ] |
| Teen Choice Awards                                                               | Harry Potter i Insygnia Śmierci: Część II      | 2011 | Gwiazda filmu wakacji                                                                  | Emma Watson | Wygrana   | [ 228 ] [ 229 ] |
| Teen Choice Awards                                                               | Fantastyczne zwierzęta i jak je znaleźć        | 2016 | Najmocniej wyczekiwany film                                                            | | Nominacja | [ 230 ]         |
| Teen Choice Awards                                                               | Fantastyczne zwierzęta i jak je znaleźć        | 2017 | Film fantasy                                                                           | | Nominacja | [ 231 ]         |
| Teen Choice Awards                                                               | Fantastyczne zwierzęta i jak je znaleźć        | 2017 | Aktor w filmie fantasy                                                                 | Eddie Redmayne | Nominacja | [ 231 ]         |
| Teen Choice Awards                                                               | Fantastyczne zwierzęta i jak je znaleźć        | 2017 | Aktorka w filmie fantasy                                                               | Katherine Waterston | Nominacja | [ 231 ]         |
| Teen Choice Awards                                                               | Fantastyczne zwierzęta: Zbrodnie Grindelwalda  | 2019 | Film science fiction lub fanasy                                                        | | Nominacja | [ 232 ]         |
| Teen Choice Awards                                                               | Fantastyczne zwierzęta: Zbrodnie Grindelwalda  | 2019 | Najlepsza aktorka w filmie science fiction lub fanasy                                  | Katherine Waterston | Nominacja | [ 232 ]         |
| Teen Choice Awards                                                               | Fantastyczne zwierzęta: Zbrodnie Grindelwalda  | 2019 | Czarny charakter                                                                       | Johnny Depp | Nominacja | [ 232 ]         |
| World Soundtrack Awards                                                          | Harry Potter i więzień Azkabanu                | 2004 | Wybór publiczności                                                                     | John Williams | Wygrana   | [ 233 ]         |
| World Soundtrack Awards                                                          | Harry Potter i więzień Azkabanu                | 2004 | Kompozytor ścieżki dźwiękowej roku                                                     | John Williams | Nominacja | [ 233 ]         |
| World Soundtrack Awards                                                          | Harry Potter i więzień Azkabanu                | 2004 | Najlepsza oryginalna ścieżka dźwiękowa roku                                            | John Williams | Nominacja | [ 233 ]         |
| World Soundtrack Awards                                                          | Harry Potter i Czara Ognia                     | 2005 | Najlepsza oryginalna piosenka                                                          | Jarvis Cocker, Jonny Greenwood, Phil Selway, Steve Mackey, Steve Claydon, Jason Buckle, Patrick Doyle (za „Magic Works”) | Nominacja | [ 234 ]         |
| World Soundtrack Awards                                                          | Harry Potter i Zakon Feniksa                   | 2007 | Odkrycie roku                                                                          | Nicholas Hooper | Nominacja | [ 235 ]         |
| World Soundtrack Awards                                                          | Harry Potter i Insygnia Śmierci: Część I       | 2011 | Kompozytor filmowy roku                                                                | Alexandre Desplat | Wygrana   | [ 236 ]         |
| World Soundtrack Awards                                                          | Harry Potter i Insygnia Śmierci: Część II      | 2011 | Kompozytor filmowy roku                                                                | Alexandre Desplat | Wygrana   | [ 236 ]         |
| Young Artist Awards                                                              | Harry Potter i Kamień Filozoficzny             | 2002 | Najlepszy familijny film dramatyczny                                                   | | Nominacja | [ 237 ]         |
| Young Artist Awards                                                              | Harry Potter i Kamień Filozoficzny             | 2002 | Najlepsza aktorka pierwszoplanowa w filmie                                             | Emma Watson | Wygrana   | [ 237 ]         |
| Young Artist Awards                                                              | Harry Potter i Kamień Filozoficzny             | 2002 | Najlepszy aktor drugoplanowy w filmie                                                  | Tom Felton | Nominacja | [ 237 ]         |
| Young Artist Awards                                                              | Harry Potter i Kamień Filozoficzny             | 2002 | Najlepsza obsada w filmie                                                              | Rupert Grint, Emma Watson, Tom Felton | Nominacja | [ 237 ]         |
| Young Artist Awards                                                              | Harry Potter i Kamień Filozoficzny             | 2002 | Najbardziej obiecujący młody debiutant                                                 | Rupert Grint | Wygrana   | [ 237 ]         |
| Young Artist Awards                                                              | Harry Potter i Książę Półkrwi                  | 2010 | Najlepsza aktorka drugoplanowa w filmie                                                | Evanna Lynch | Nominacja | [ 238 ]         |
| Złote Szpule                                                                     | Harry Potter i Kamień Filozoficzny             | 2002 | Najlepszy montaż dźwięku w filmie zagranicznym                                         | Eddy Joseph, Martin Cantwell, Nick Lowe, Colin Ritchie, Peter Holt | Nominacja | [ 239 ]         |
| Złote Szpule                                                                     | Harry Potter i Komnata Tajemnic                | 2003 | Najlepszy montaż dźwięku w filmie zagranicznym                                         | Randy Thom, Dennis Leonard, Derek Trigg, Martin Cantwell, Andy Kennedy, Colin Ritchie, Nick Lowe | Nominacja | [ 240 ]         |
| Złote Szpule                                                                     | Harry Potter i więzień Azkabanu                | 2005 | Najlepszy montaż dźwięku w filmie zagranicznym                                         | David Evans, Richard Beggs, Derek Trigg, Andy Kennedy, Jon Olive, Bjorn Ole Schroeder, Sam Southwick, Stefan Henrix, Tony Currie, Nick Lowe, Stuart Morton | Nominacja | [ 241 ]         |
| Złote Szpule                                                                     | Harry Potter i Czara Ognia                     | 2006 | Najlepszy montaż dźwięku w filmie zagranicznym                                         | Randy Thom, Dennis Leonard, Alex Joseph, Bjorn Ole Schroeder, Daniel Laurie, Andy Kennedy, Douglas Murray, Jon Olive, Sam Auguste, Peter Burgis, Andie Derrick | Wygrana   | [ 242 ]         |
| Złote Szpule                                                                     | Harry Potter i Zakon Feniksa                   | 2008 | Najlepszy montaż dźwięku w filmie zagranicznym: efekty dźwiękowe, foley, dialogi i ADR | James Mather, Andy Kennedy, Derek Trigg, Bjorn Ole Schroeder, Daniel Laurie, Jimmy Boyle, Dominic Gibbs, Iain Eyre, Samir Foco, Jed Loughran, Jon Olive, Vanesa Lorena Tate | Nominacja | [ 243 ]         |
| Złote Szpule                                                                     | Harry Potter i Ksiażę Półkrwi                  | 2010 | Najlepszy montaż dźwięku w filmie zagranicznym: efekty dźwiękowe, foley, dialogi i ADR | James Mather, Bjorn Ole Schroeder, Daniel Laurie, Michael Fentum, Dominic Gibbs, Andy Kennedy, Jed Loughran, Jamie McPhee, Derek Trigg, Allan Jenkins, Peter Burgis, Andie Derrick | Nominacja | [ 244 ]         |
| Złote Szpule                                                                     | Harry Potter i Insygnia Śmierci: Część I       | 2011 | Najlepszy montaż dźwięku w filmie pełnometrażowym: dialogi i ADR                       | James Mather, Bjorn Ole Schroeder, Daniel Laurie | Nominacja | [ 245 ]         |
| Złote Szpule                                                                     | Harry Potter i Insygnia Śmierci: Część I       | 2011 | Najlepszy montaż dźwięku: muzyka w filmie pełnometrażowym                              | Gerard McCann, Peter Clarke, Robert Houston, Allan Jenkins, Stuart Morton, Kirsty Whalley | Nominacja | [ 245 ]         |

## Statystyki
| Seria                  | Rok  | Film                                           | Nagrody | Nominacje |
| ---------------------- | ---- | ---------------------------------------------- | ------- | --------- |
| Harry Potter           | 2001 | Harry Potter i Kamień Filozoficzny             | 12      | 63        |
| Harry Potter           | 2002 | Harry Potter i Komnata Tajemnic                | 7       | 37        |
| Harry Potter           | 2004 | Harry Potter i więzień Azkabanu                | 10      | 49        |
| Harry Potter           | 2005 | Harry Potter i Czara Ognia                     | 10      | 45        |
| Harry Potter           | 2007 | Harry Potter i Zakon Feniksa                   | 14      | 51        |
| Harry Potter           | 2009 | Harry Potter i Książę Półkrwi                  | 9       | 47        |
| Harry Potter           | 2010 | Harry Potter i Insygnia Śmierci: Część I       | 10      | 57        |
| Harry Potter           | 2011 | Harry Potter i Insygnia Śmierci: Część II      | 37      | 105       |
| Harry Potter           |      | cała seria                                     | 7       | 11        |
| Fantastyczne zwierzęta | 2016 | Fantastyczne zwierzęta i jak je znaleźć        | 12      | 61        |
| Fantastyczne zwierzęta | 2018 | Fantastyczne zwierzęta: Zbrodnie Grindelwalda  | 2       | 21        |
| Fantastyczne zwierzęta | 2022 | Fantastyczne zwierzęta: Tajemnice Dumbledore’a | 0       | 2         |